# Musée de Picardie
Le musée de Picardie est un musée d'art et d'archéologie situé à Amiens, en France. Il regroupe de riches collections qui vont de la Préhistoire au XXe siècle, notamment en archéologie et en peinture. Il a reçu l'appellation « musée de France ».

## Historique

### Du cabinet de curiosité au musée
Au début du XVIIIe siècle, Étienne de Fay créa, à l'abbaye Saint-Jean-des-Prémontrés d'Amiens, un cabinet d'antiquités et de curiosités composé d'une collection d'objets hétéroclites parmi lesquels, seize tableaux du XVIIe siècle, une statue de la Vierge en albâtre du XVe siècle, un plat de Bernard Palissy, des pièces de numismatique, des céramiques, des instruments d'astronomie…
En 1786, le vicomte de Breteuil adressa au roi une lettre demandant la création d'un musée à Amiens. La Révolution française mit provisoirement un terme à ce projet.
En 1802, 85 tableaux et gravures furent déposés à la Malmaison, pour former le « musée de la Bourse ». Au moment de la signature de la paix d'Amiens, l'État fit déposer à l'hôtel de ville d'Amiens une vingtaine de tableaux provenant du château de Versailles parmi lesquels, les quatre Chasses en pays exotiques de Carle van Loo et de François Boucher. Toutes ces œuvres furent laissées à Amiens après la signature du traité.
En 1828, fut inauguré le musée de la Salle de la Bourse, dont les collections étaient composées - pour l'essentiel - de statues à l'antique. Parallèlement, en 1835, fut fondée la Société des amis des arts du département de la Somme et en 1836 la Société d'archéologie de la Somme devenue, en 1839, la Société des antiquaires de Picardie qui, outre d'effectuer des recherches archéologiques et historiques, se donnait pour mission de créer un musée à Amiens.

### Fondation du musée
La Société des antiquaires de Picardie fut reconnue d'utilité publique le 8 juillet 1851. Grâce à son action militante, les objets d'art et d'archéologie récoltés depuis des décennies purent être désormais conservés et exposés dans un musée digne de ce nom. En 1852, elle fut autorisée par Napoléon III à organiser une loterie, l’autorisation d’organiser quatre vastes loteries pour financer la construction du musée. pour financer les travaux de construction du musée et l'État lui attribua la propriété du terrain de l'ancien arsenal d'Amiens en 1854.
Le « musée Napoléon » était né. En 1869, il fut cédé à la ville par la Société des antiquaires de Picardie et prit le nom de Musée de Picardie, en 1875.

### Un bâtiment innovant
Le bâtiment actuel du musée a été construit entre 1855 et 1867 sur les plans de l'architecte Henri Parent qui prit modèle sur l'agrandissement contemporain du palais du Louvre de Napoléon III. Véritable palais, le bâtiment a été spécifiquement conçu - une véritable innovation à l'époque - pour être un musée accueillant les collections régionales d'antiquités et des œuvres d'art. C'est aussi un bâtiment à la gloire de la Picardie et ses hommes illustres. L'architecte Arthur Diet succéda à Henri Parent et conçut la décoration extérieure et intérieure du musée dans ses grandes lignes.
Le bâtiment est construit autour d'une cour centrale autour de laquelle se distribuent les différentes salles. L'aile de la façade principale est composée d'un pavillon central coiffé d'un dôme, de deux ailes terminées par deux pavillons d'angle en saillie.
Il est le premier bâtiment construit en France pour être spécifiquement un musée des Beaux-Arts et servit de modèle pour d'autres villes.

### Une décoration extérieure et intérieure soignée

#### Extérieur
Une majestueuse grille d'entrée donne accès à la cour d'honneur devant le bâtiment. Deux bassins de part et d'autre de l'allée principale sont ornés d'une fontaine sous forme de griffon ailé, œuvres de Eugène-Louis Lequesne.
Sur les six médaillons de la façade ont été sculptés, par les frères Duthoit, les portraits des hommes ou femme illustres de la Picardie : Antoine Parmentier, Jean de La Fontaine, Robert de Luzarches, Dom Bouquet, Jeanne Hachette…
Eugène-Louis Lequesne est l'auteur de deux statues en pied, L’Industrie et La Sculpture encadrant le troisième niveau du pavillon central.

#### Intérieur
Le vestibule donne accès aux salles d'archéologie au sous-sol, à la chapelle décorée par Cauchemont sur les dessins d'Arthur-Stanislas Diet, aux salles de sculptures, au grand salon qui accueille les peintures de grand et très grand formats et au grand escalier qui mène au premier étage.
La rotonde de l'Empereur ou salon du dôme, à l'étage, est la salle la plus richement décorée du musée. Le plafond est orné de peintures de Félix-Joseph Barrias représentant La France couronnant les gloires littéraires, artistiques, militaires et scientifiques de la Picardie : Jean de La Fontaine, Jean Racine, Jean-Baptiste Gresset pour la littérature ; Robert de Luzarches, Maurice-Quentin de La Tour, Jean-François Lesueur pour les arts ; Philippe de Beaumanoir, Charles du Cange, Jean-Baptiste Delambre pour les sciences ; Jeanne Hachette, Pierre l'Ermite, le maréchal Serrurier pour les gloires militaires. Les chapiteaux furent sculptés par les frères Duthoit, les huit victoires ailées sont dues à Eugène-Louis Lequesne.
De part et d'autre du dôme, la galerie est décorée de peintures murales marouflées de Pierre Puvis de Chavannes, complétées par un décor peint par Camille-Auguste Gastine et Charles Chauvin. Les peintures murales de Puvis de Chavannes, au nombre de quatorze, restaurées en 1987, comprennent six compositions principales dont : Concordia et Bellum (1861), Pro Patria Ludus (1862), Le Travail et le Repos (1863), Ave Picardia Nutrix (1865).
Les pavillons d'angles ont été décorés par les peintres Charles Borély, Charles Crauk, Auguste Ferragu et Le Tellier.
Sur le plafond peint du grand salon, les médaillons furent sculptés par Albert Roze.
Le musée de Picardie dans sa totalité est protégé au titre des monuments historiques : classement par arrêté du 21 mai 2012.

### Agrandissements du musée
Des les années 1870 se pose la question de l'agrandissement des locaux afin d'exposer les nouvelles acquisitions du musée. L'architecte amiénois Émile Ricquier entreprend un agrandissement substantiel du musée. Les ailes latérales sont agrandies par la suppression des murs de façade donnant sur la cour intérieure et la construction de robustes colonnes en fonte pour soutenir l'édifice. La cour centrale est couverte pour donner naissance au grand salon actuel, inauguré en 1890.
En 1902, une maison de l'ancien marché de Lanselles, datant de 1609, est remontée dans le parc à l'arrière du musée. En 1929, le musée est agrandi par la construction du pavillon Maignan pour abriter les collections que le peintre Albert Maignan a léguées au musée, complétées par la donation de son épouse Louise Larivière.
À partir de 1981, des travaux de rénovation permettent d'installer les collections préhistoriques et antiques dans les anciennes caves à charbon du musée. Des décors peints d'origine sont rénovés dans certaines salles. En 1985, la rénovation intérieure inclut la mise en valeur des décors peints d’origine. En écho, la commande est passée en 1989 à Sol LeWitt d’un Wall drawing pour la rotonde ouest du rez-de-chaussée.
En 2011, un concours est organisé pour la rénovation du premier étage et de l'accès du public. Après une longue période d'études, les lauréates Catherine Frenak et Béatrice Jullien et l'architecte du patrimoine Jennifer Didelon mènent à bien le projet à partir de 2016, le musée subit d'importants travaux de rénovation, de restructuration et d'agrandissement. L'accès au musée ne se fait plus par la façade monumentale mais par le pavillon Maignan. La réouverture du musée a lieu le 1er mars 2020.

### Conservateurs et directeurs du musée
- 1873-1884 : Charles Borély ;
- 1885-1892 : Auguste Feragu ;
- 1893-1916 : Léon Delambre ;
- 1920-1943 : Albert Roze ;
- 1944-1978 : Robert Richard ;
- 1979-1984 : Véronique Alémany ;
- 1984-1992 : Dominique Viéville ;
- 1992-1995 :
- 1995-2006 : Mathieu Pinette ;
- 2007-2016 : Sabine Cazenave ;
- 2016-2023 : Laure Dalon ;
- depuis 2023 : Pierre Stépanoff.

## Collections

### Collections archéologiques
Au regard des collections égyptiennes et grecques issues du legs du peintre Albert Maignan, l'essentiel des collections archéologiques, situées au sous-sol, est constitué d’artefacts mis au jour lors de fouilles archéologiques effectuées dans le département de la Somme.

#### Antiquités préhistoriques et protohistoriques

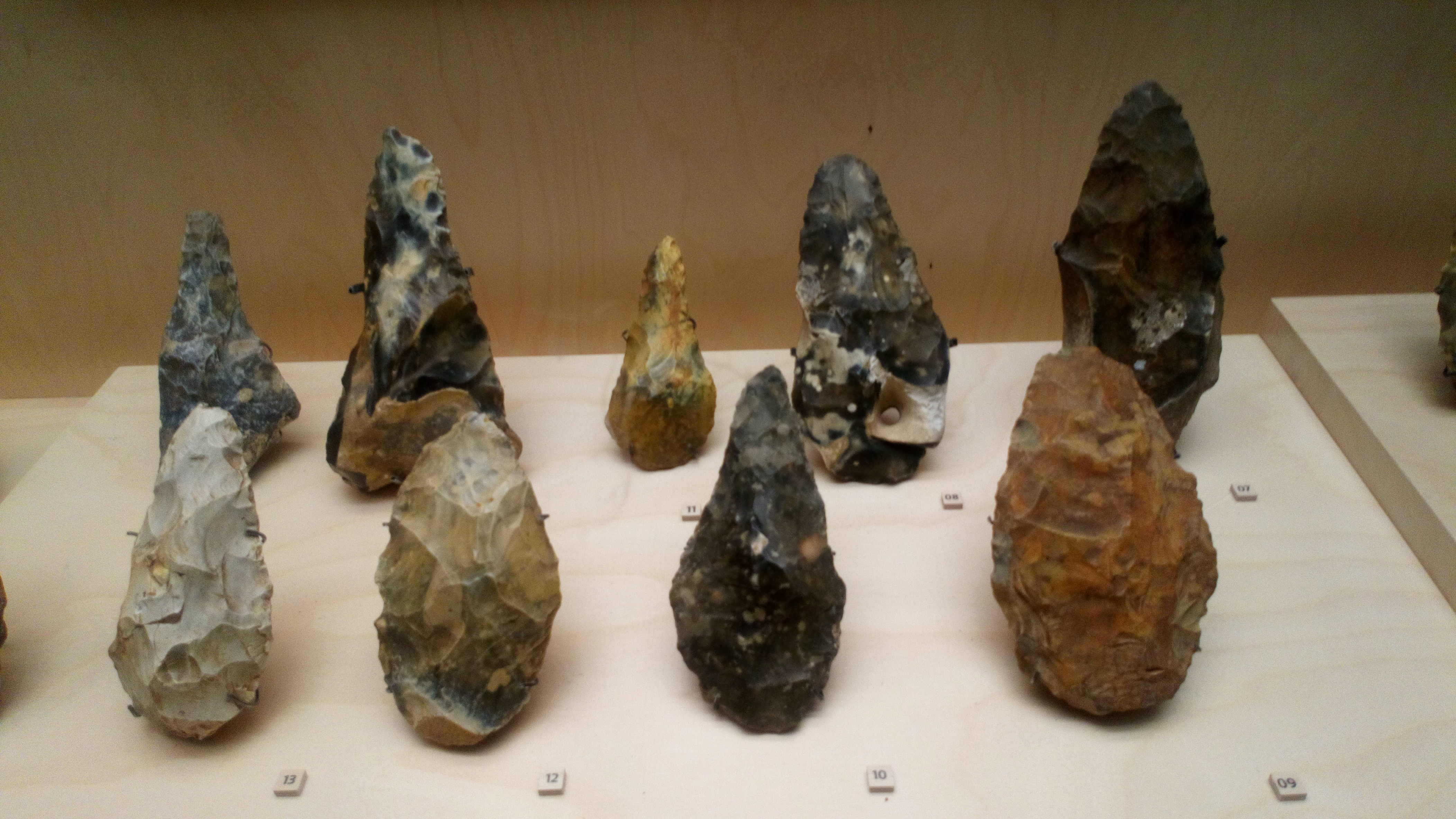
Bifaces de Saint-Acheul.

Les collections préhistoriques proviennent de fouilles effectuées à Amiens et dans le département de la Somme aux XIXe, XXe et XXIe siècles :
- Paléolithique : 
  - bifaces acheuléens (~ 600 000 à 300 000 ans avant le présent) taillés à Abbeville, Cagny et dans le quartier Saint-Acheul d'Amiens (site préhistorique éponyme) ;
  - Vénus de Renancourt (Gravettien, vers 23 000 ans avant le présent) série de 15 statuettes découvertes depuis 2014 dans le quartier de Renancourt à Amiens, l'une d'elles mise au jour en juillet 2019 est la seule retrouvée entière.

- Néolithique : 

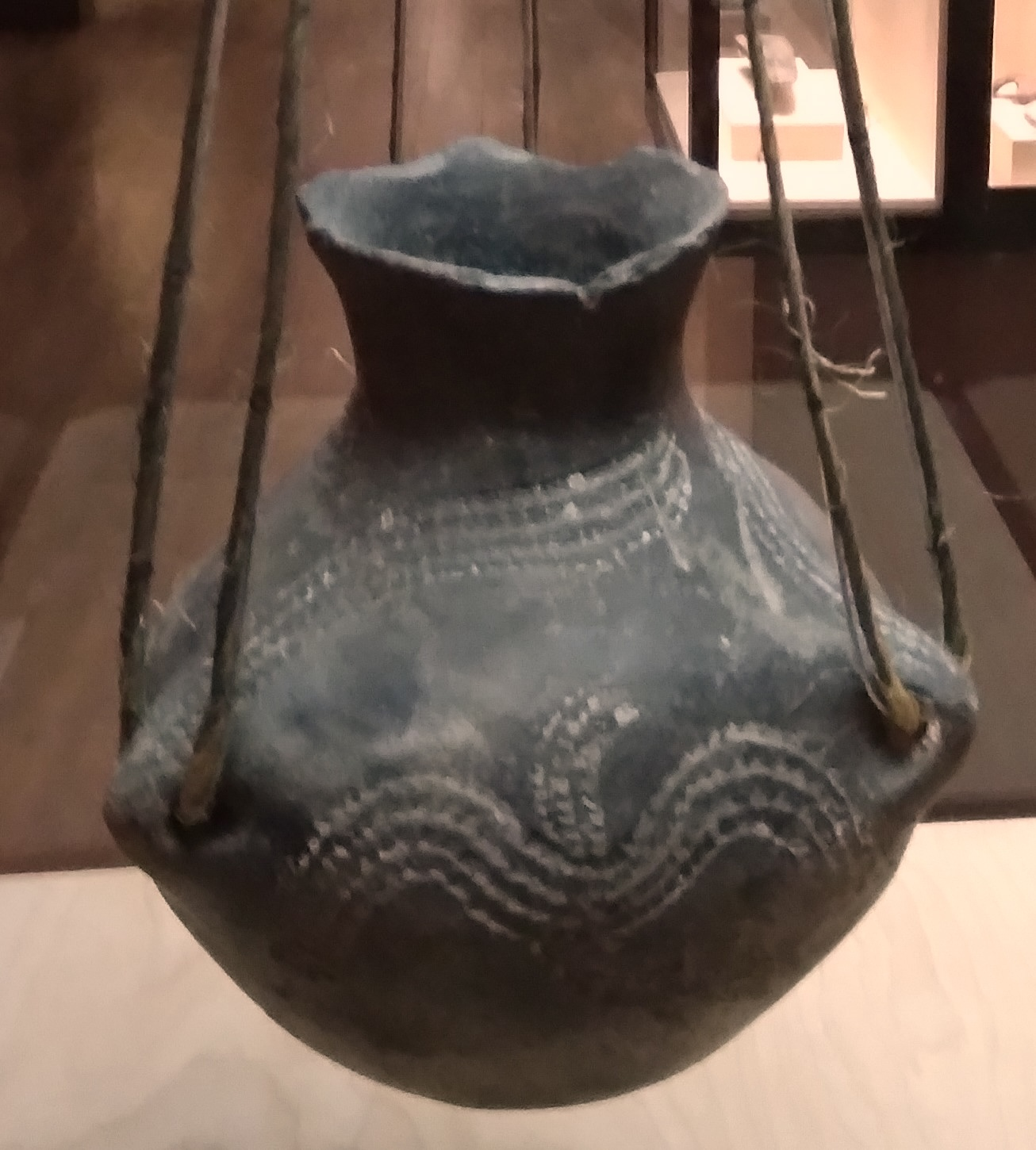
Vase de Belloy-sur-Somme.

  - grand polissoir en grès provenant de Béhencourt ;
  - Vase néolithique de Belloy-sur-Somme, en terre cuite (culture de Cerny, vers 4500 av. J.-C.) mis au jour à Belloy-sur-Somme ;
  - hache bipenne (~ 2400 / 2500 av. J.-C.) retrouvée à Renancourt
  - objets funéraires de la sépulture mégalithique collective de La Chaussée-Tirancourt (Culture Seine-Oise-Marne entre 3400 et 2700 av. J.-C.) : 
    - fragments de petits vases,
    - gaines de haches, herminette,
    - poinçons, perles en cuivre...
    - maquette d'habitation.

- Âge du bronze : Objets de l'âge du bronze
  - bracelets,
  - collier,
  - couteau,
  - épingles,
  - faucille,
  - hache à talon,
  - lames d'épée,
  - poignards,
  - pointes de lance,
  - rouelle,
  - spirale,
  - tintinnabulum.

- Âge du fer :

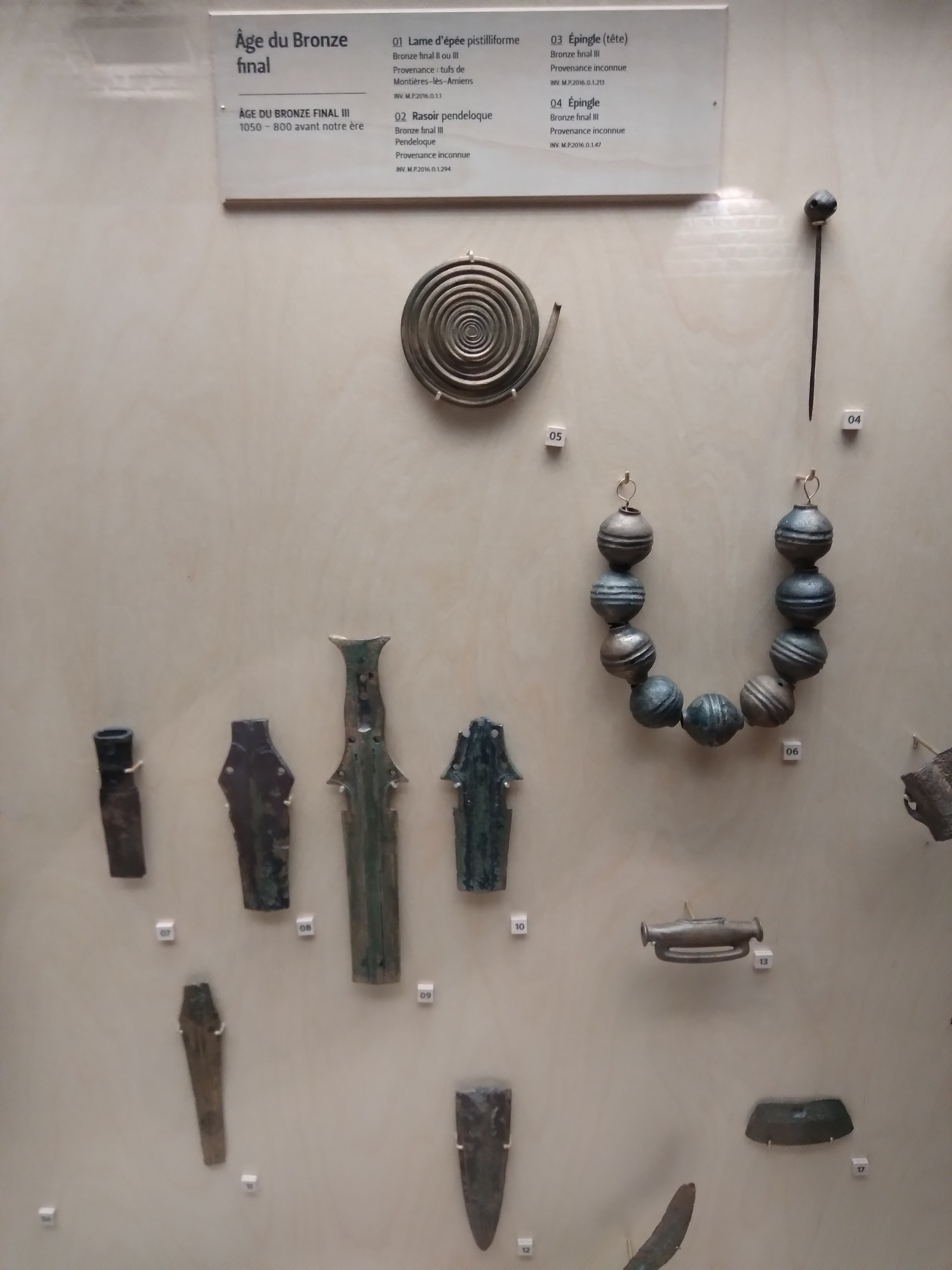
Objets de l'âge du bronze

  - période de Hallstatt (~1200 - ~ 500) : 
    - haches à douille,
    - bracelets, fibules, Céramiques de l'âge du fer
    - épingles,
    - ornement de poitrail,
    - applique,
    - chaîne...

  - période de La Tène (~ IIIe siècle av. J.-C. - seconde moitié du Ier siècle av. J.-C.) :

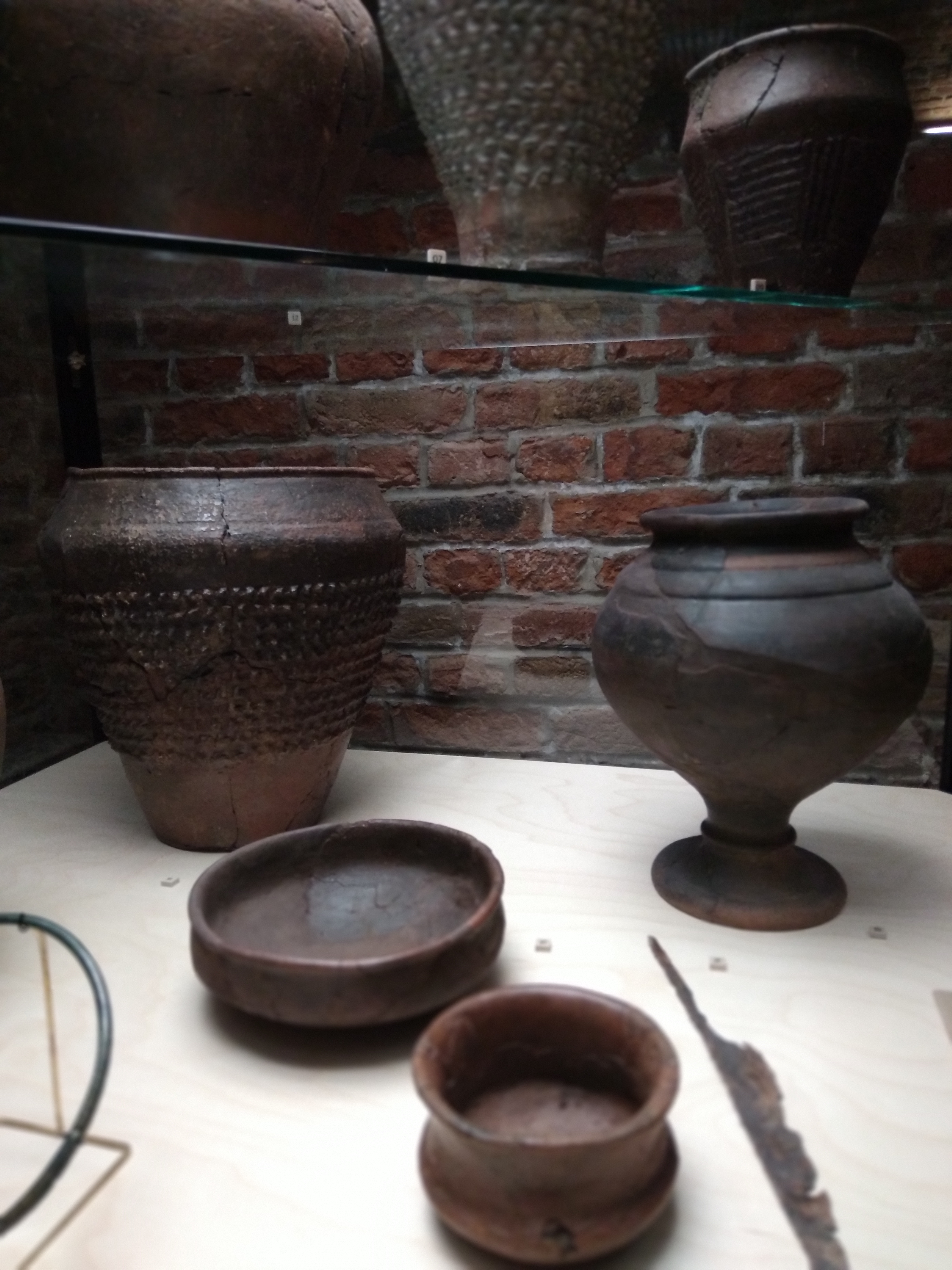
Céramiques de l'âge du fer

    - reconstitution de l'ossuaire sacrificiel gaulois du sanctuaire de Ribemont-sur-Ancre (Somme) ;
    - armes gauloises, fers de javelots, umbos de boucliers ;
    - outillage gaulois mis au jour à Ribemont-sur-Ancre
    - vases à fond plat et décor digité,
    - vase à piédestal mis au jour à Allonville (Somme).

#### Antiquités égyptiennes
Riche de 400 pièces environ, dont seulement 257 exposées, la collection égyptienne du musée de Picardie provient essentiellement du legs du peintre Albert Maignan et de dépôts de l'État provenant, entre autres, de la collection Campana, parmi lesquelles :

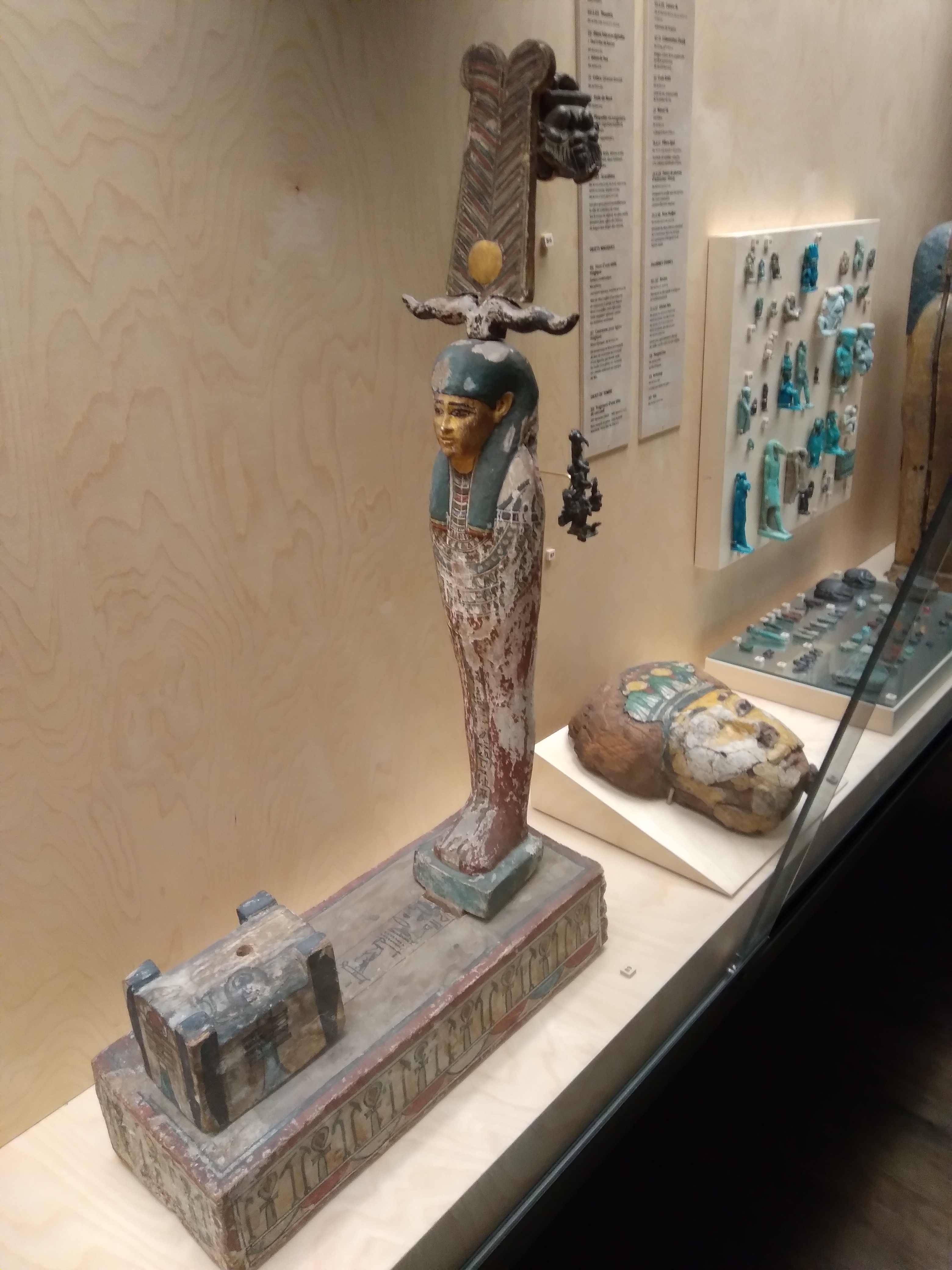
Statuette de Ptah-Sokar-Osiris

- Le sarcophage de Neskafâa, grand prêtre d'Amon (XXIe dynastie, 1069-945 av. J.-C.), restauré en 2021 ;
- la momie de Setjaimengaou (XXVe-XXVIe dynasties), âgée de 40 ans environ au moment de sa mort, dans son cercueil (vers 664 av. J.-C.). Cette momie fut acquise en 1839 par la Société des antiquaires de Picardie ;
- le papyrus d'Amiens datant de la XXe dynastie égyptienne relatant, en écriture hiératique, la comptabilité d'un domaine agricole dépendant du sanctuaire de Karnak, mis au jour lors des fouilles d'Abydos menées par Émile Amélineau ;
- des vases canopes ;
- des masques funéraires ;
- une statuette de Ptah-Sokar-Osiris de la période ptolémaïque ;
- des statuettes de divinités égyptiennes.

#### Antiquités grecques
La collection d'antiquités grecques du musée de Picardie provient essentiellement du don, en 1849, de Théodose de Lagrené (236 objets) et du legs du peintre Albert Maignan :

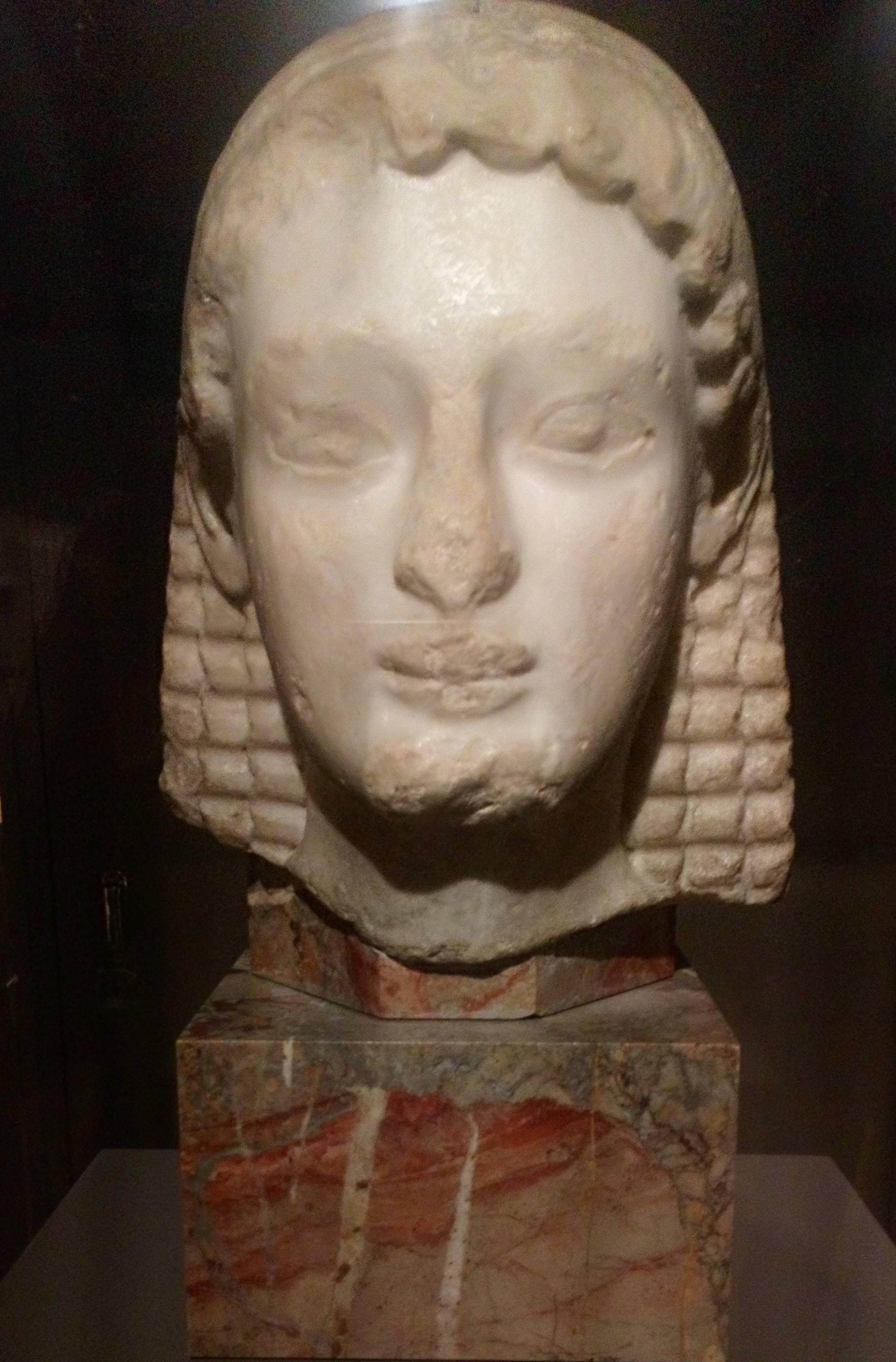
Kouros.

- tête de kouros provenant d'Athènes (VIe siècle av. J.-C.) ;
- céramiques de l'époque géométrique (900 à 700 av. J.-C.) ;
- céramiques de Chypre (700-600 av. J.-C.) ;
- céramiques de Corinthe (VIIIe – VIe siècle av. J.-C.) ;
- trois amphores représentant les dieux grecs et les travaux d'Hercule ;
- vases grecs à figures noires ;
- vases athéniens à figures rouges, dont un grand vase avec décor représentant Héraclès et les dieux de l'Olympe (vers 520 av. J.-C.) ;
- céramiques italiotes (Ve – IIIe siècle av. J.-C.) ;
- statuettes grecques en terre cuite, etc.

#### Antiquités romaines
Le musée possède deux fragments de peinture murale romaine, provenant de la villa de Publius Fannius Synistor à Boscoreale, ville romaine près de Pompéi, détruite, elle aussi, par l’éruption du Vésuve en 79.

#### Antiquités gallo-romaines
Les collections gallo-romaines montrent des objets provenant de fouilles réalisées à Amiens (Samarobriva) et dans le département de la Somme au XIXe siècle et surtout lors de la reconstruction de la ville après la Seconde Guerre mondiale. Les travaux d'urbanisme contemporains mettent régulièrement au jour de nouveaux objets et vestiges lors de fouilles d'archéologie préventive. Les collections exposées au Musée retracent les étapes de la romanisation de la région du Ier au Ve siècle :

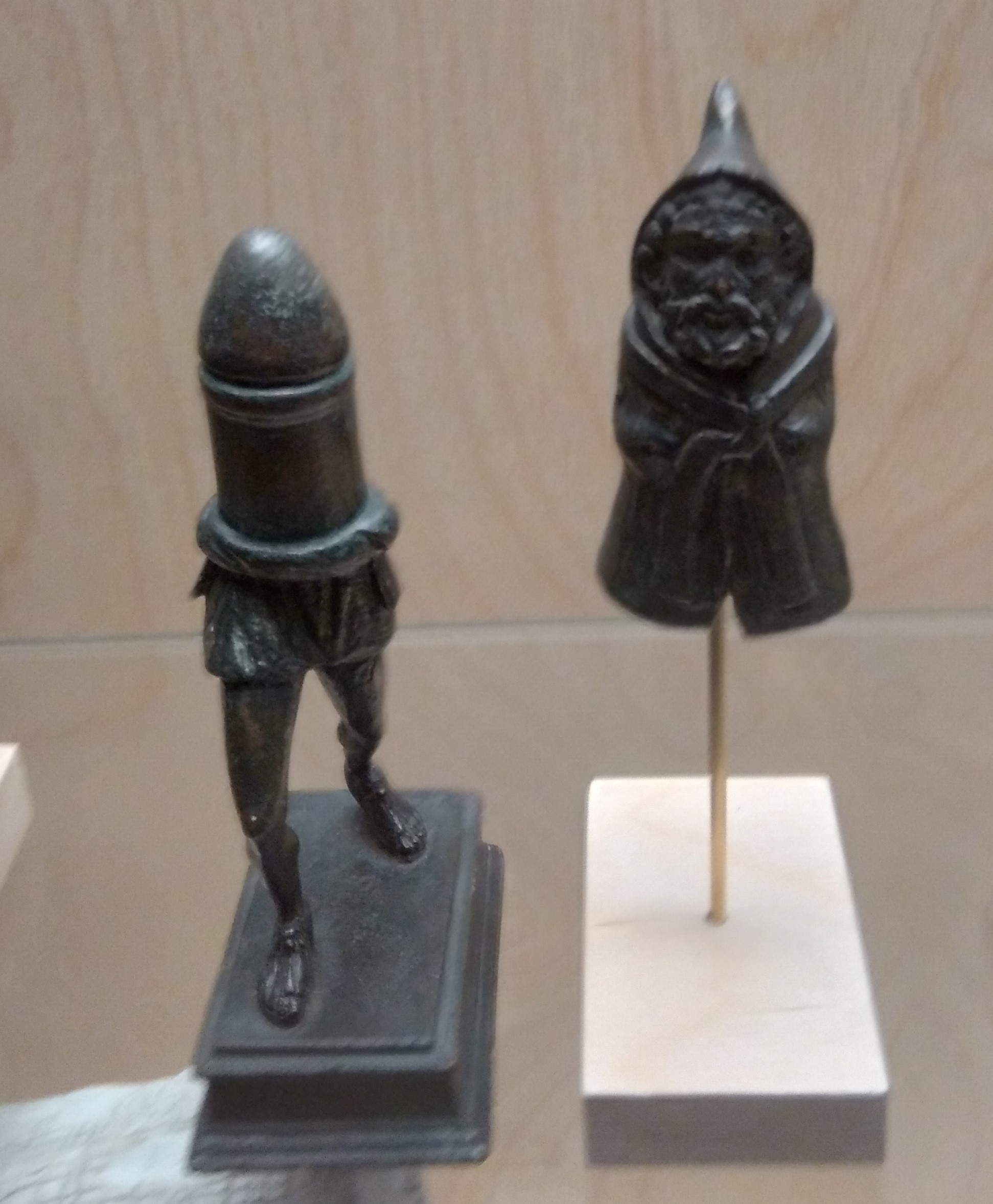
Priape.

- chapiteaux, fragments de colonnes, panneaux de marbre provenant de l'ancien forum de Samarobriva ;
- vasque sculptée ;
- paquetage d'un légionnaire romain (fin Ier siècle) ;
- patère d'Amiens : patère émaillée (vase décoratif) provenant du mur d'Hadrien ;
- autel votif et stèles funéraires ;
- ex-votos ;
- oscillum ;
- statuette en bronze d'un dieu ithyphallique, le Priape de Rivery (Ier siècle) ;

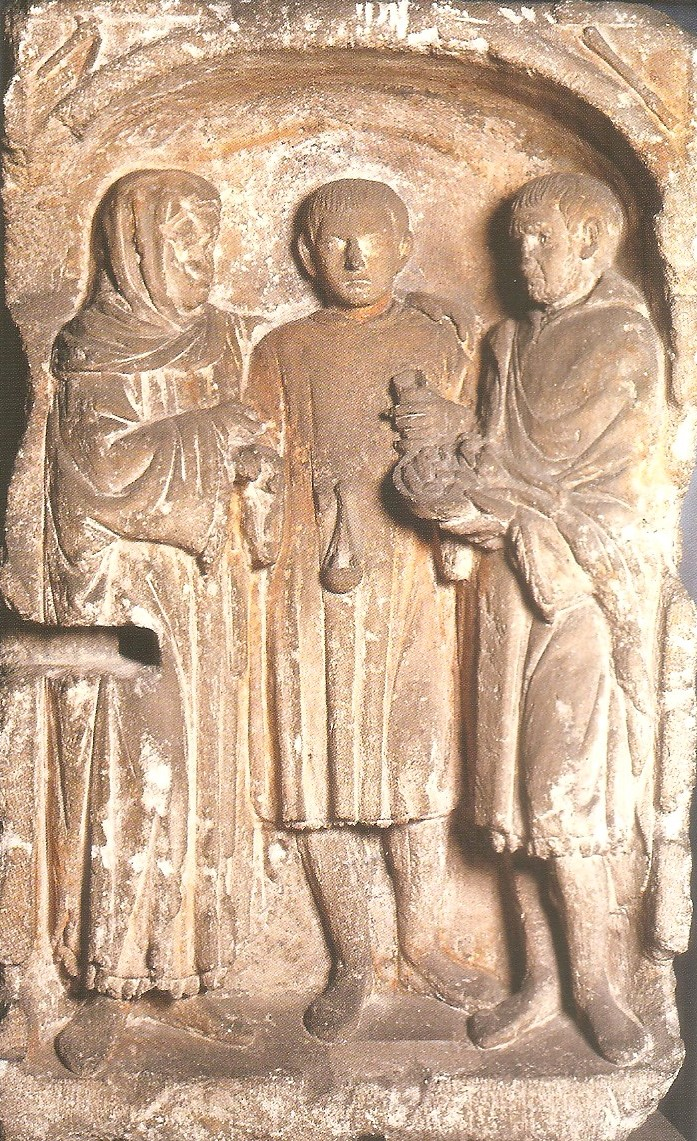
Stèle funéraire (IIe siècle).

- statuette d'une divinité gauloise à l'oreille de cervidé, en bronze : Cernunnos ? (fin du Ier siècle) ;
- main votive de Sabazios[9] ;
- importante collection de verrerie ;
- panneaux de mosaïques ;
- vestiges reconstitués d'hypocauste ;
- bijoux ;
- objets de la vie quotidienne : céramique, ustensiles de cuisine, pour la toilette, pour l’écriture ;
- meules à grains ;
- reconstitution d'habitat ;
- stèles funéraires de soldats de l'armée romaine ;
- sarcophages en plomb et en pierre…

#### Antiquités mérovingiennes
L'essentiel des collections mérovingiennes est constitué d'objets mis au jour lors de fouilles archéologiques de sauvetage précédant des travaux d'urbanisme ou routier, à Amiens et dans le département de la Somme. Ce sont surtout des objets funéraires :
- sarcophages en plomb ;

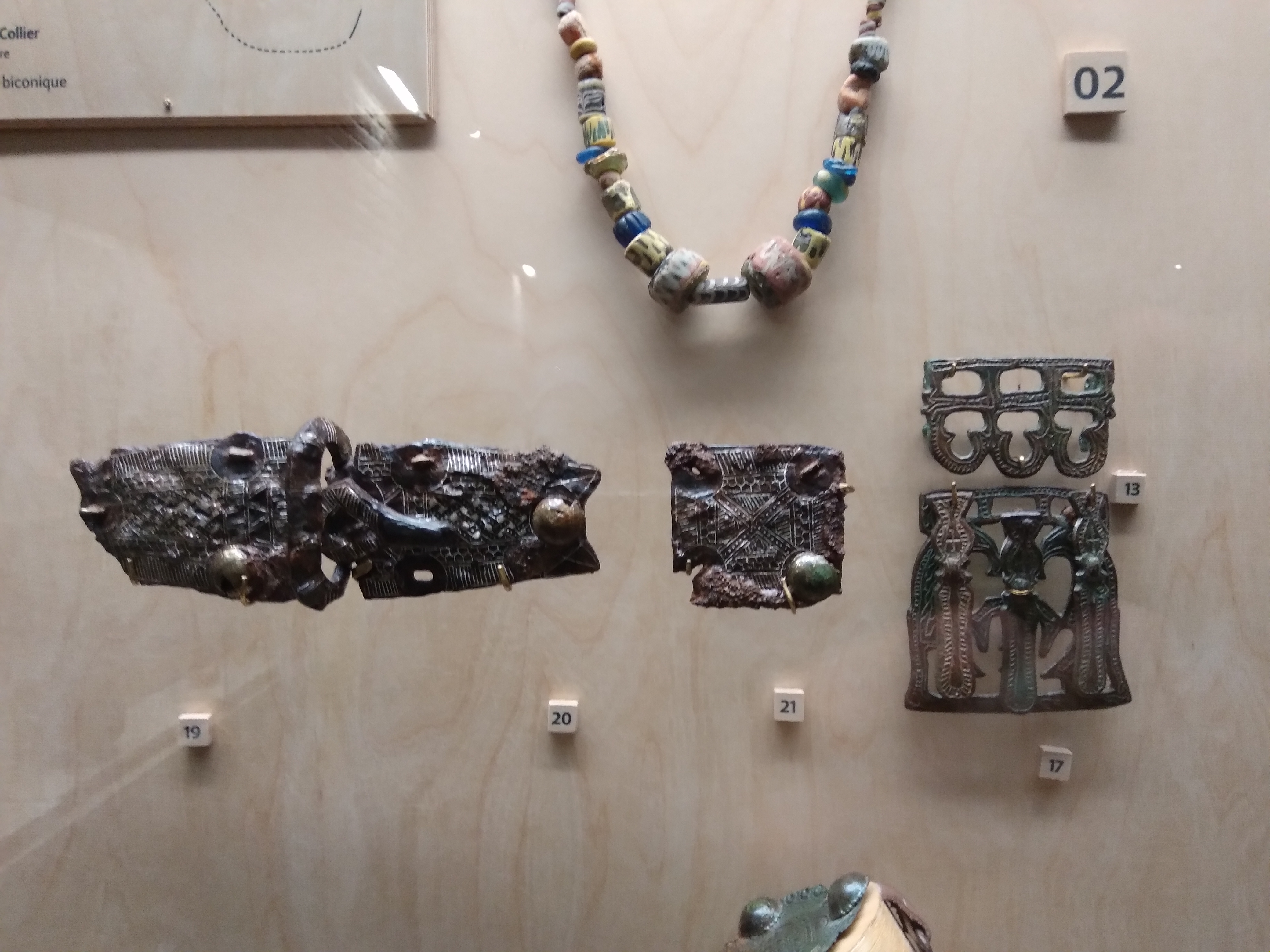
Objets funéraires d'une tombe féminine mérovingienne.

- épitaphes gravées sur une pierre ;
- céramique ;
- verrerie ;
- armes ;
- boucles de ceinture ;
- bijoux etc.

De la période mérovingienne, le musée conserve également : 
- une parure en or d’origine balte, du Ve siècle ;
- une petite boîte à hosties du VIe siècle, mise au jour à Moreuil (Somme) ...

### Collections médiévales
La collection d'œuvres médiévales du musée comprend un ensemble de sculptures et d'objets liturgiques :

#### Sculpture médiévale

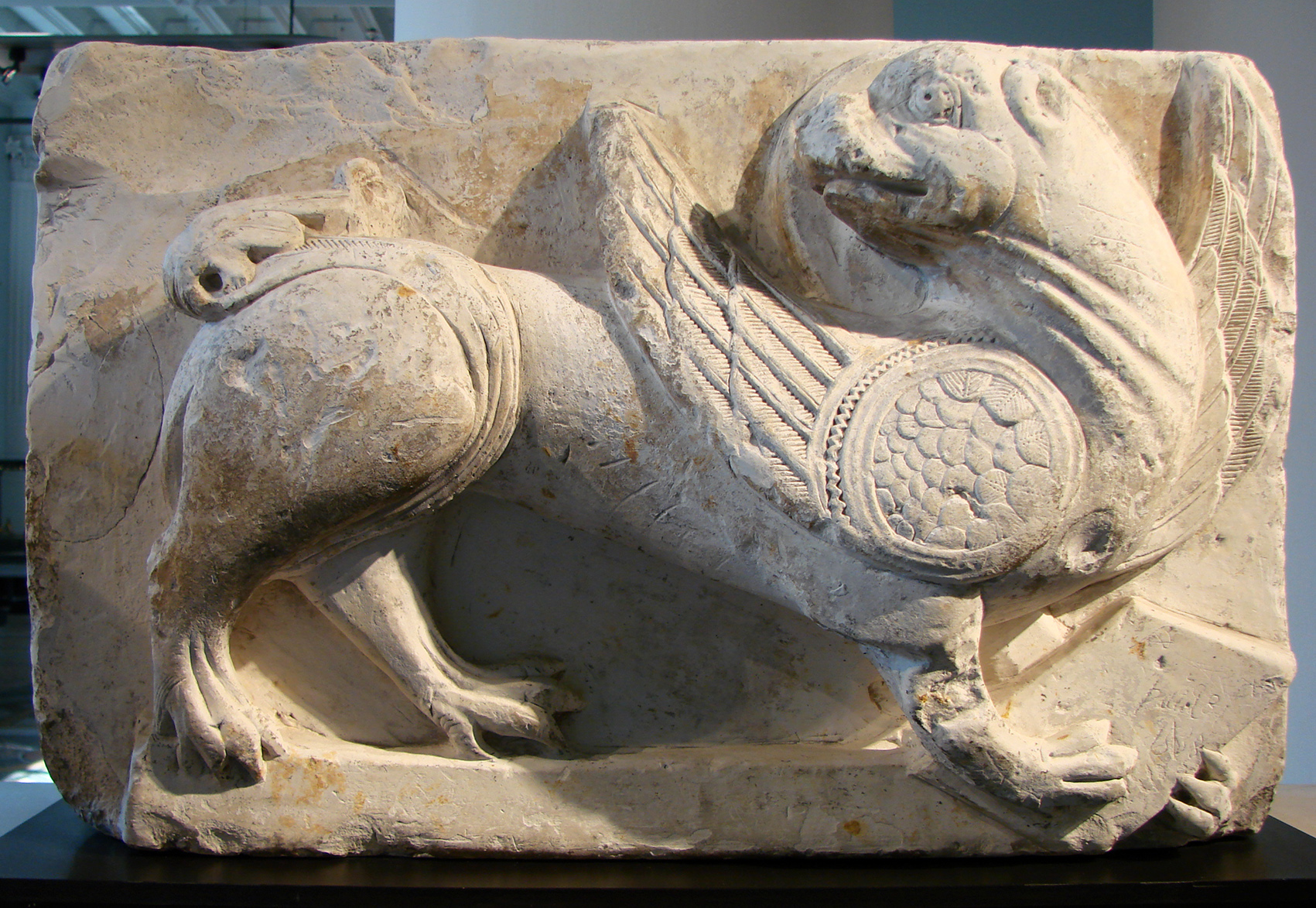
Lion de saint Marc (XIIe siècle)

- Miracles de saint Remi, ivoire sculpté, élément de reliure d'un manuscrit (fin du IXe siècle) ;
- chapiteau d'Adam et Ève provenant de l'abbaye de Corbie (XIIe siècle) ;
- chapiteau orné de diables provenant de l'abbaye Saint-Martin-aux-Jumeaux (XIIe siècle) ;
- sculpture représentant le lion de saint Marc, provenant de Corbie (XIIe siècle) ;
- cuve baptismale provenant de l'abbaye de Selincourt (XIIe siècle) ;
- chapiteaux sculptés provenant de l'abbatiale Saint-Josse de Dommartin (vers 1153-1163) ;
- chapiteau sculpté représentant l'Annonciation (XIIe siècle) ;
- chapiteau sculpté représentant la Nativité (XIIe siècle) ;
- statuette de cavalier en os de cétacé (seconde moitié du XIIe siècle) trouvée à Amiens en 1895 ;

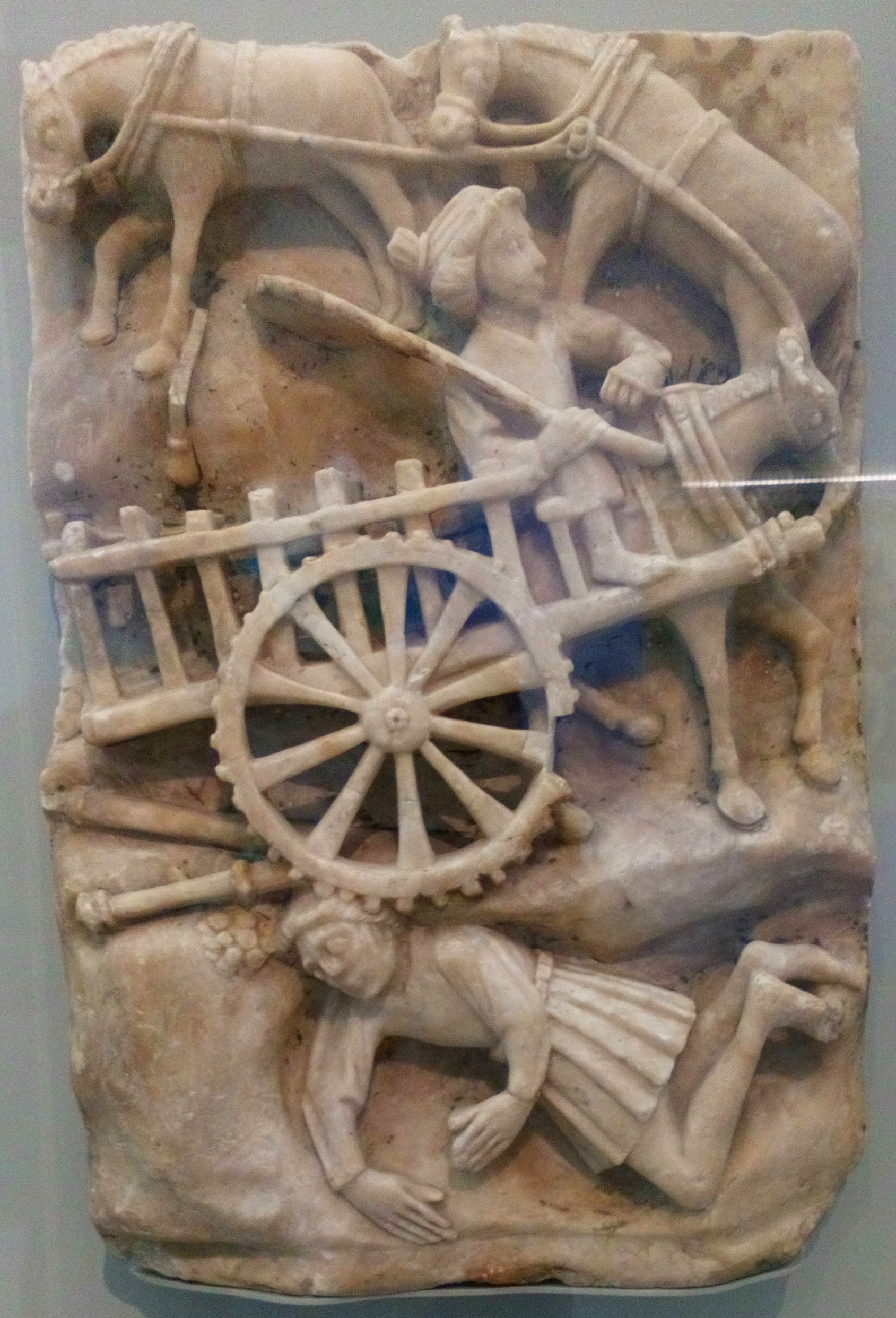
La Légende de saint Nicolas, Le Châtiment du débiteur (XVe siècle)

- statues de trois rois de Judas en pierre provenant du porche centrale de la façade occidentale de la cathédrale d'Amiens (vers 1225) ;
- pierre centrale de l'ancien labyrinthe de la cathédrale d'Amiens (XIIIe siècle) ;
- statue de flagellant polychrome (dernier tiers du XIIIe siècle) ;
- statue de la Vierge à l'Enfant, en bois polychrome (Espagne, fin XIIIe-début XIVe siècle) ;
- statue en pierre du cardinal de la Grange provenant du Beau Pilier de la cathédrale d'Amiens (années 1370) ;
- tête du gisant d'Henri de Kiéret provenant de l'abbatiale Saint-Josse de Dommartin (seconde moitié du XIVe siècle) ;
- pierre tombale de Girard Blasset, abbé de Saint-Josse de Dommartin (après 1385) ;
- gisant de l'évêque Simon de Gonçans (début XIVe siècle), restaurations (XIXe et début XXIe siècle) provenant de la chapelle axiale de la cathédrale d'Amiens ;
- statue d'évêque bénissant, en bois (Espagne, première moitié du XVe siècle) ;
- albâtres sculptés avec traces de polychromie, fragments d'un retable de la Passion : Flagellation, Crucifixion, Mise au tombeau, Résurrection, provenant de l'église de Conty (atelier de Nottingham ? XVe siècle) ;
- albâtres sculptés avec traces de polychromie, Épisodes de la vie de la Vierge, Annonciation et Assomption, provenant de l'église de Conty (XVe siècle) ;
- albâtres sculptés avec traces de polychromie : La Légende de saint Nicolas, Le Châtiment du débiteur, provenant de l'église de Conty (XVe siècle) ;
- cuve baptismale en plomb provenant de Molliens-Dreuil XVe siècle ;
- statue de Vierge en prière, en bois, deuxième moitié du XVe siècle[10] ;
- groupe sculpté en pierre calcaire représentant la décollation de saint Firmin (fin XVe) provenant de la chapelle de l'ancien cloître des Maccabées d'Amiens ;
- monument funéraire provenant de l'ancienne église Saint-Rémi d'Amiens (fin du XVe siècle) ;
- stèle votive provenant de l'ancienne église Saint-Rémi d'Amiens (vers 1490) ;
- statue en pierre de sainte Claire présentant une clarisse (fin du XVe siècle, début du XVIe siècle) ;
- monument funéraire provenant de l'abbaye Saint-Martin-aux-Jumeaux (1501/1502) ;
- statue de saint Michel en pierre provenant de l'église Saint-Germain-l'Écossais d'Amiens (début du XVIe siècle) ;
- statue de saint Michel terrassant le démon en pierre provenant de l'ancienne église Saint-Michel d'Amiens (début du XVIe siècle) ;
- statue de saint Eustache en pierre provenant de l'ancienne église Saint-Michel d'Amiens (début du XVIe siècle) ;
- statue de saint Jean-Baptiste en pierre (début du XVIe siècle) ;

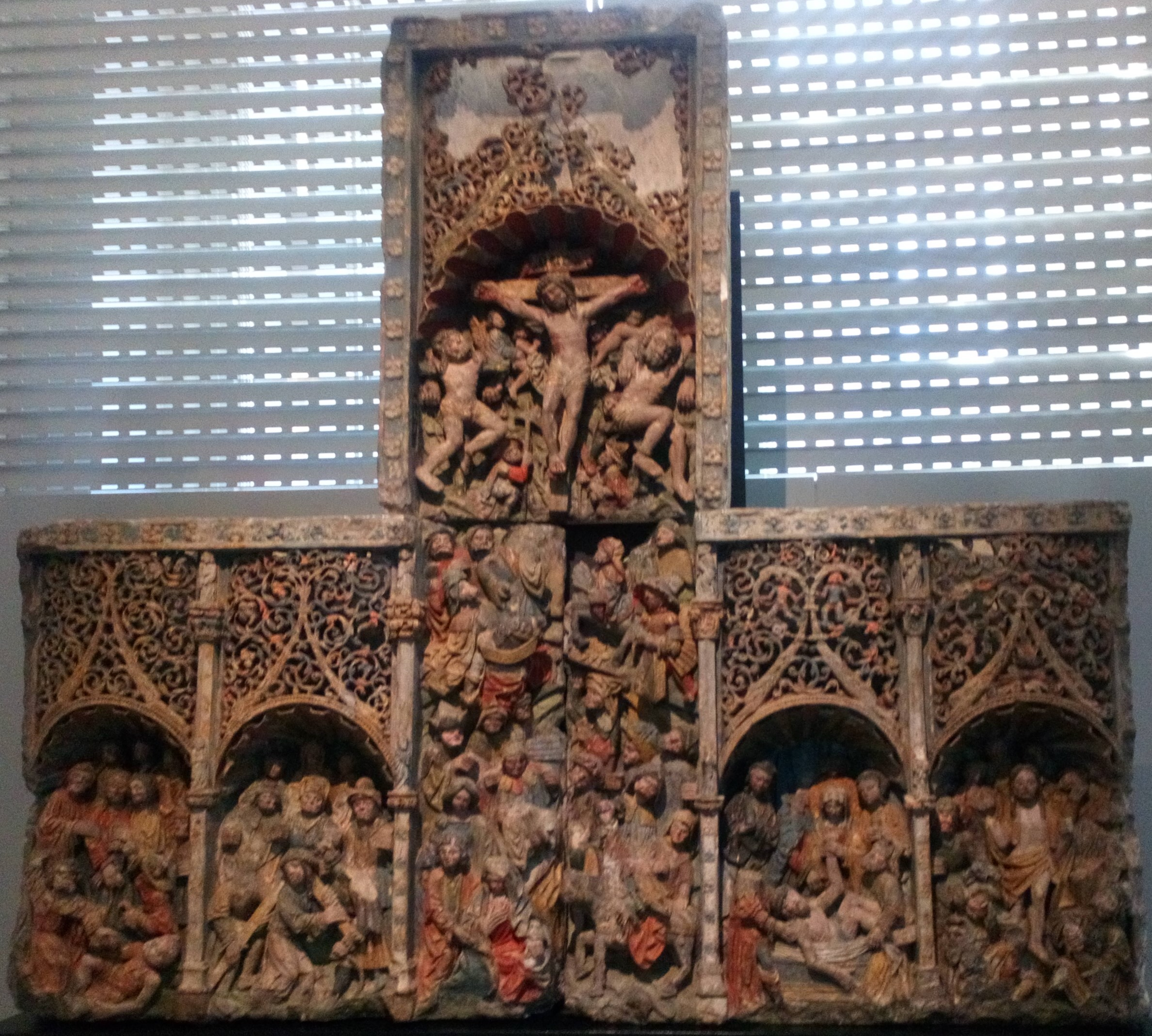
Retable de Méharicourt

- statue de saint Jean-l’Évangéliste en pierre (début du XVIe siècle) ;
- fragments d'une Mise au tombeau en pierre : tête de la Vierge éplorée et tête de Nicodème ou de Joseph d'Arimathie provenant de l'église Saint-Firmin en Castillon d'Amiens (début XVIe siècle) ;
- statue de la Vierge assise avec l'Enfant, en bois polychrome (première moitié du XVIe siècle)[11] ;
- statue en pierre polychrome de saint Yves provenant de l'ancienne église Saint-Martin-au-Bourg (XVIe siècle) ;
- retable de la Passion du Christ en pierre calcaire, provenant de l'église de Méharicourt (1530/1540) ;
- relief représentant le Baptême du Christ, provenant d'une maison de la rue Cormont à Amiens (vers 1530) ;
- groupe sculpté en pierre représentant le Christ au Jardin des Oliviers provenant de l'ancien couvent des Cordeliers d'Amiens (1530/1540) ;
- statue de Marie-Madeleine provenant du jubé de la cathédrale d'Amiens ;
- statue de saint Blaise ;
- Ecce homo…

#### Objets liturgiques

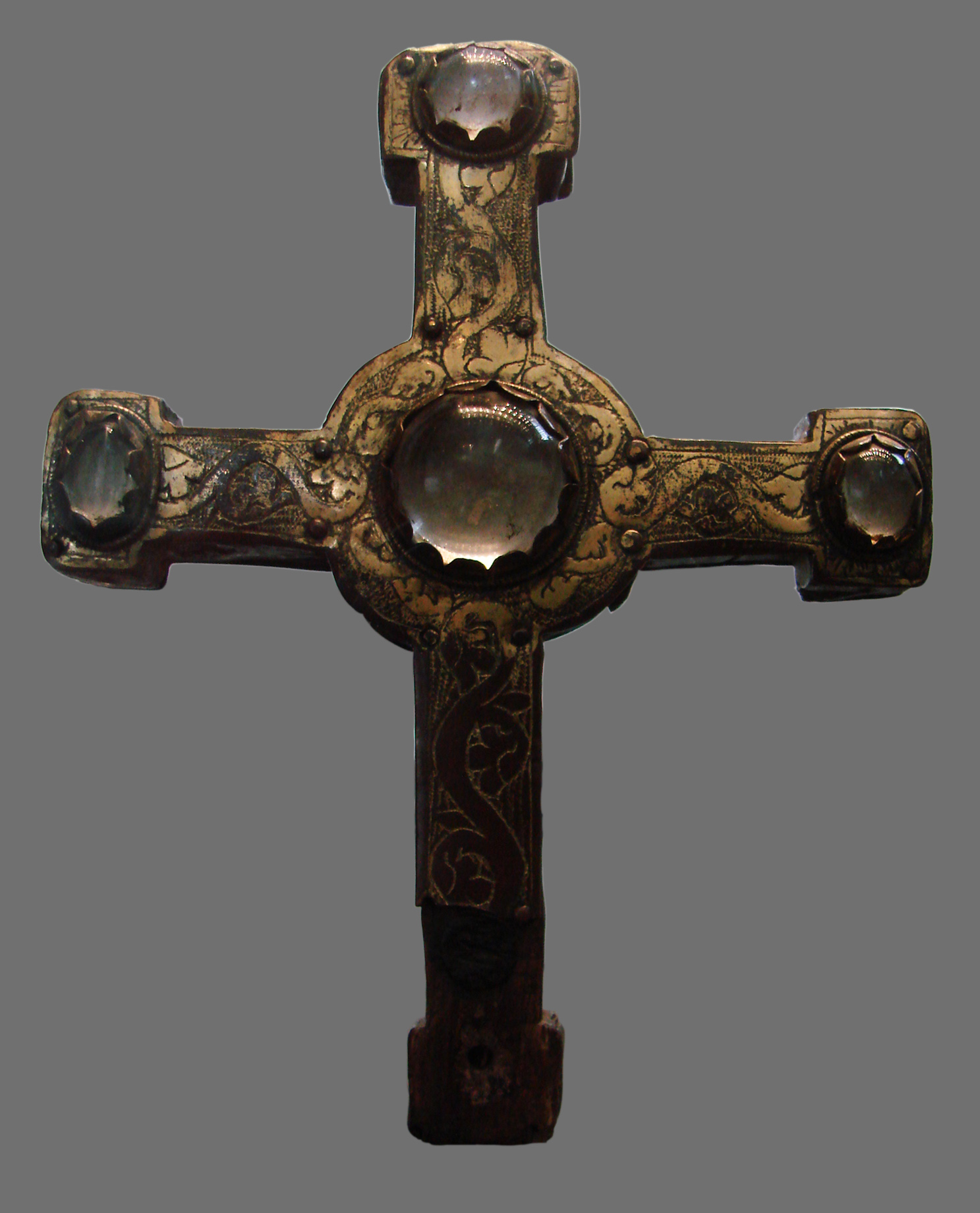
Croix reliquaire (première moitié du XIIIe siècle)

- colombe eucharistique en cuivre doré et émail champlevé de Limoges (1210 / 1220) provenant de l'église de Raincheval (Somme) ;
- médaillon d'applique représentant un lion et un dragon en cuivre doré et émail de Limoges champlevé (vers 1260) ;
- croix reliquaire en cuivre doré et gravé (première moitié du XIIIe siècle) ;
- croix reliquaire d'Éterpigny en cuivre doré et argent niellé sur âme de bois avec pierreries provenant de la commanderie d'Éterpigny (Somme) (première moitié du XIIIe siècle, pied XVe siècle ?) ;
- crosse d'évêque représentant saint Michel terrassant le démon (vers 1210-1220) ;
- crosseron représentant un dragon vomissant un feuillage en bronze doré, provenant de l'abbaye de Corbie (premier tiers du XIIe siècle) ;
- crosseron funéraire orné d'une double palmette en bois doré, provenant du tombeau de l'abbé Nicolas Ier dans l'abbaye de Corbie (premier quart du XIIe siècle) ;
- crosseron en cuivre doré provenant du tombeau d'un abbé de l'abbaye de Saint-Fuscien (fin XIIe siècle) ;
- châsses en cuivre gravé, champlevé, émaillé, doré, garnies de pierreries (Limoges, XIIIe, XVIe et XIXe siècles) ;
- médaillon d'applique quadrilobé, en cuivre champlevé, émaillé, gravé, doré (Limoges, vers 1240-1250) ;
- médaillon d'applique représentant un lion et un dragon en cuivre doré et émail champlevé (Limoges, vers 1260) ;
- navette à encens en cuivre gravé, champlevé, émaillé, doré (Limoges, vers 1270-1290) ;
- pyxide à décor de rinceaux et palmettes en cuivre doré et émail champlevé (Limoges, vers 1250).

#### Éléments de décor
- Portion de pavage de la trésorerie de la cathédrale d'Amiens, en terre cuite émaillée (XIVe siècle).

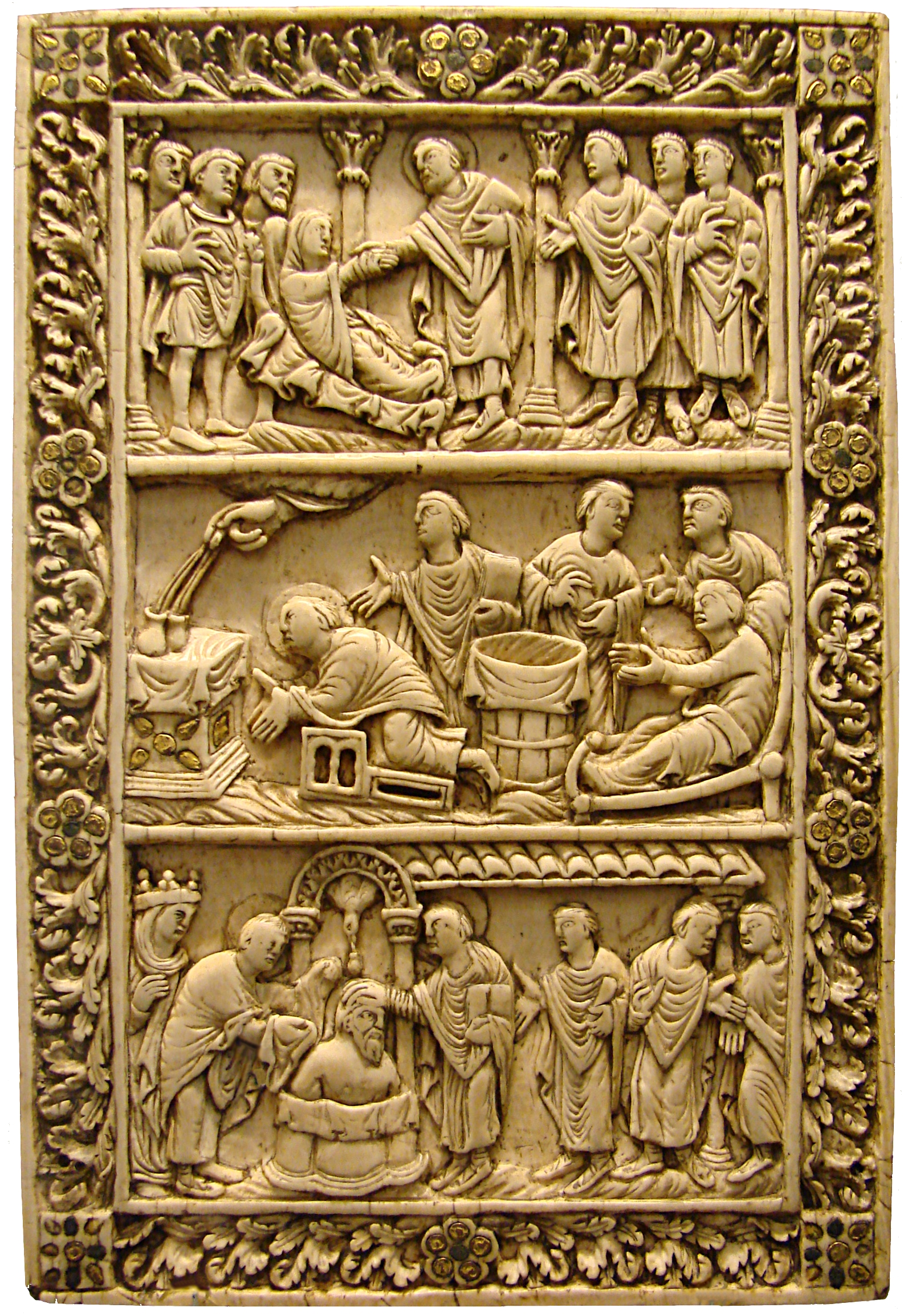
Plaque de reliure en ivoire avec scènes de la vie de Saint-Rémi, Reims, dernier quart du IXe siècle.
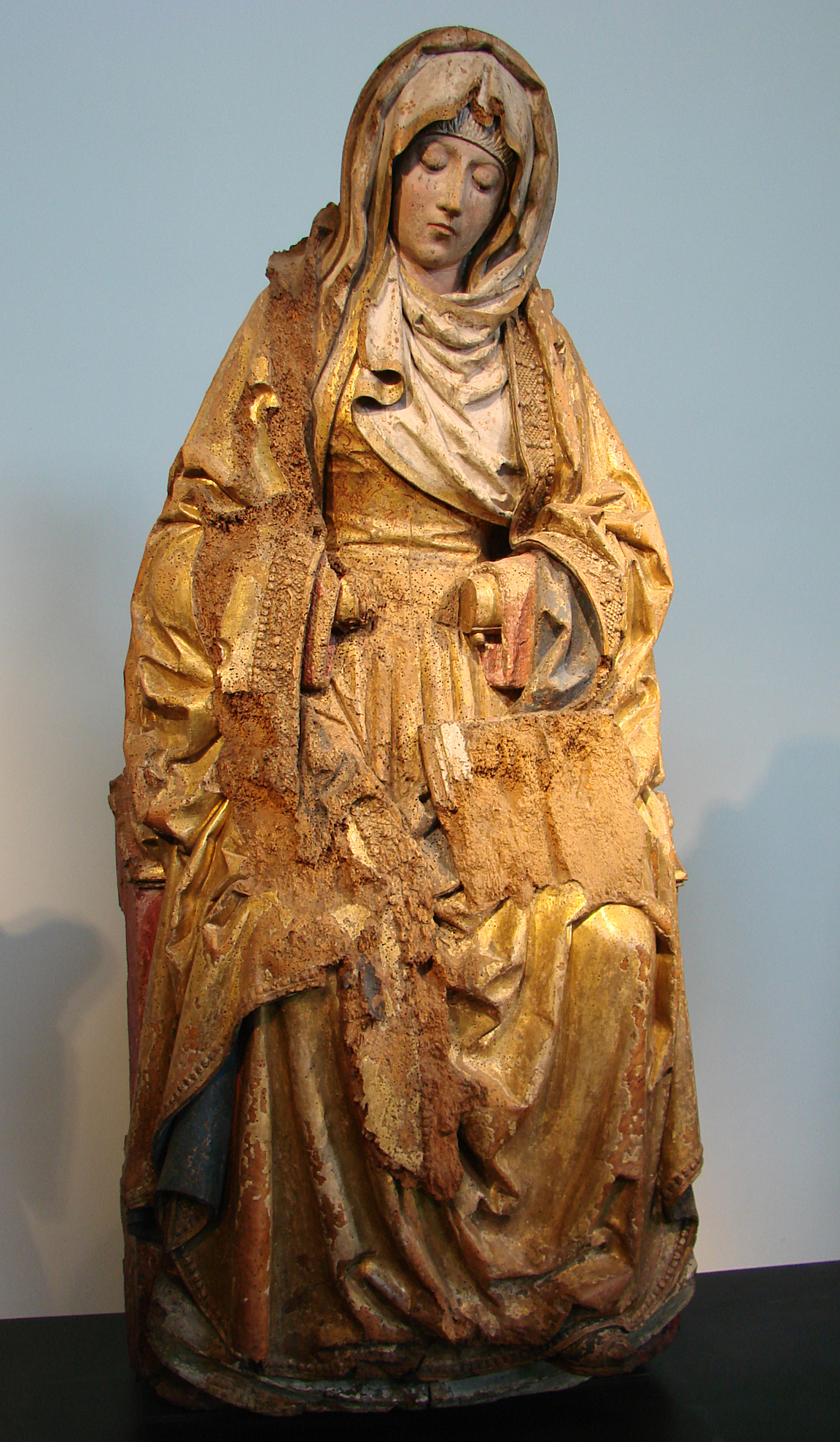
Vierge en prière, bois, Picardie, seconde moitié du XVe siècle.
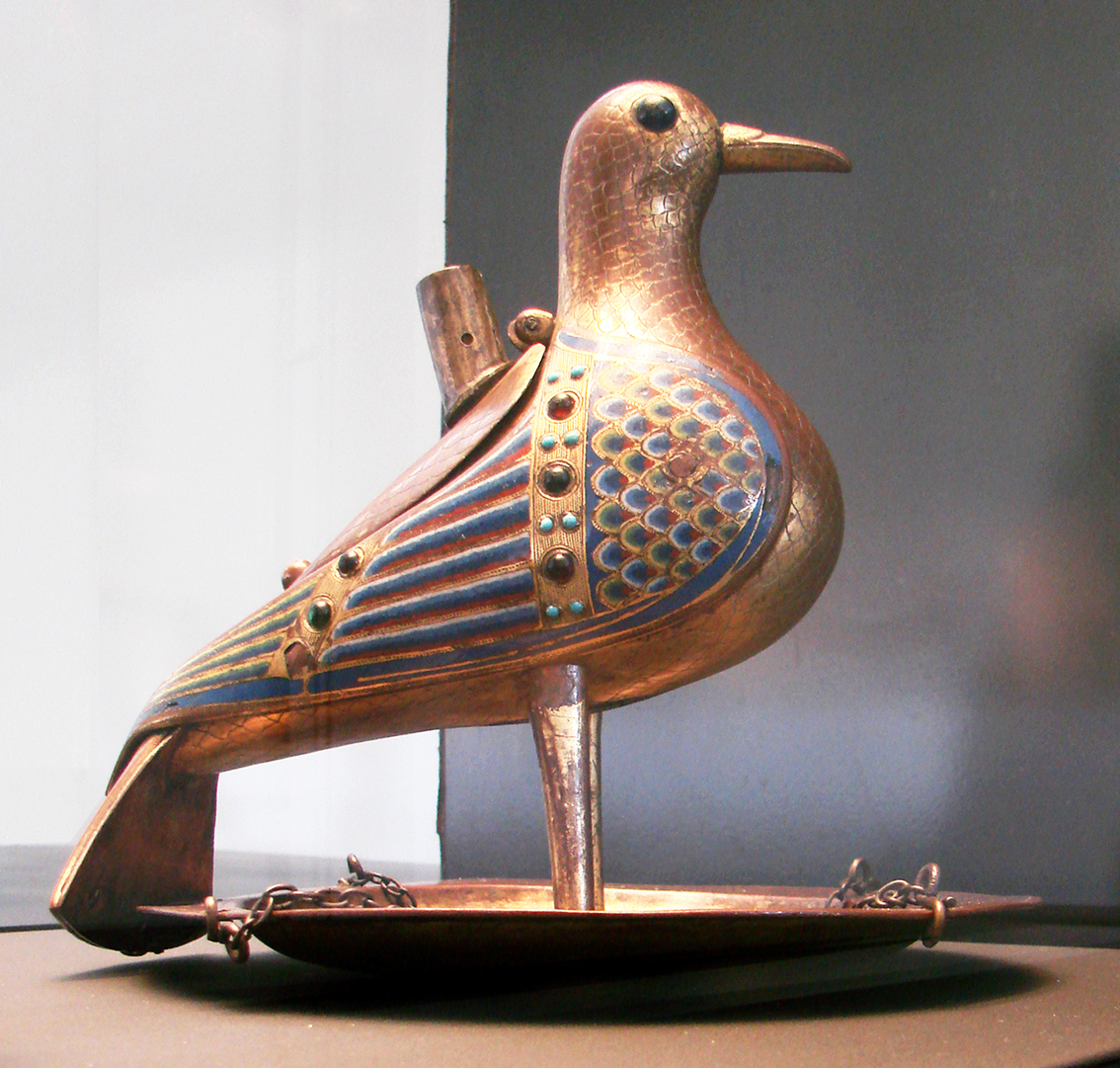
Colombe eucharistique, Limoges, 1210-1220.
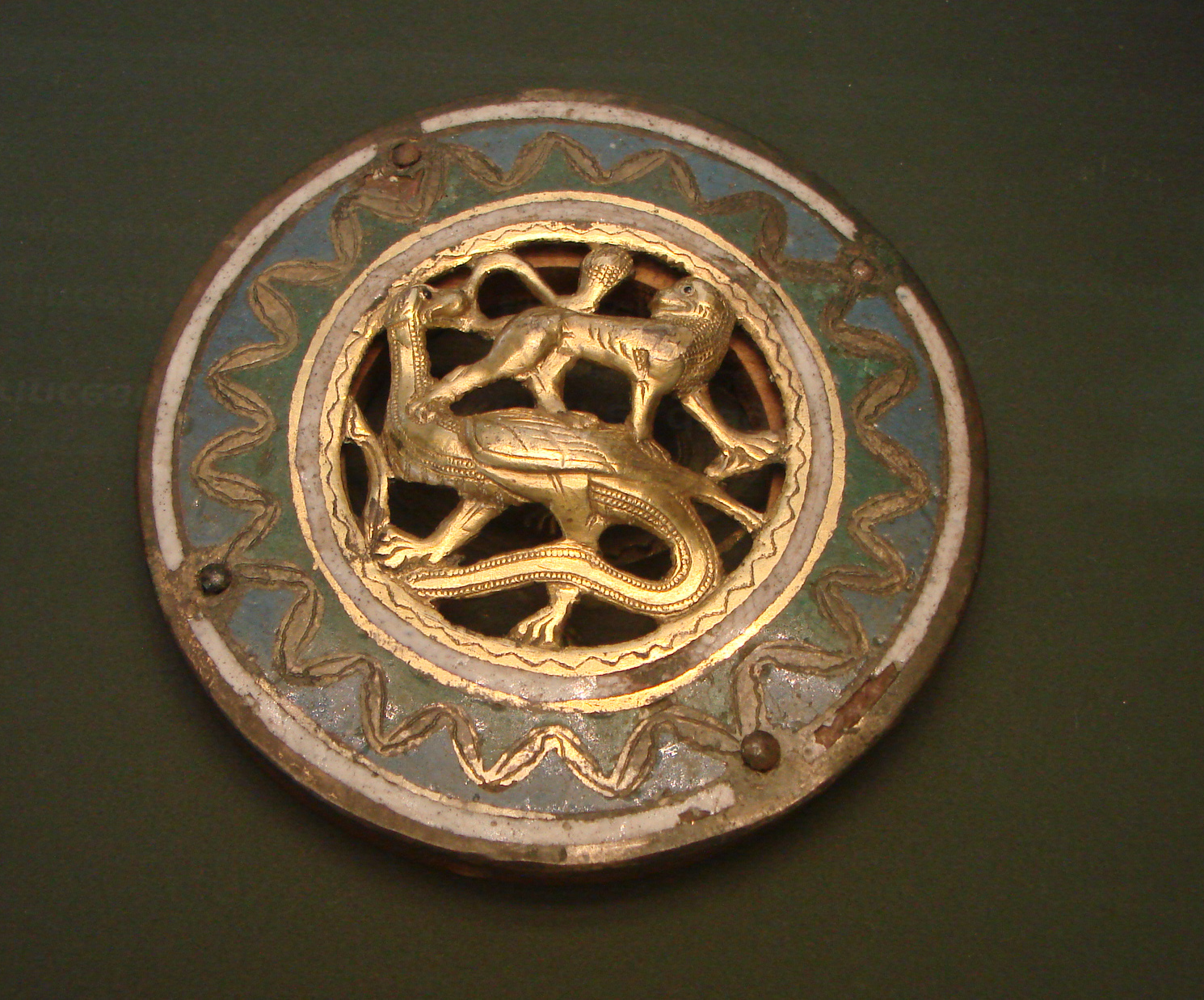
Médaillon d'applique, émail de Limoges champlevé (vers 1260).

### Collections de peinture

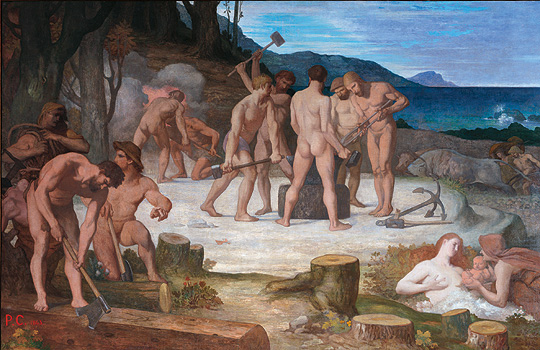
Pierre Puvis de Chavannes, Le Travail, 1863.

Cette section renferme des peintures françaises et étrangères depuis le XVe siècle jusqu'au XXe siècle :
- le noyau de la collection de peinture du musée est formé par les 271 tableaux des legs des frères Olympe, Ernest et Adolphe Lavalard ;
- les grands formats sont exposés dans le grand salon du rez-de-chaussée ;
- le grand escalier et la grande galerie du premier étage sont décorés de monumentales fresques sur toiles marouflées de Pierre Puvis de Chavannes[12]. Les salles du premier étage sont consacrées à la peinture européenne du XVe siècle à nos jours.

#### Tableaux de la confrérie du Puy Notre-Dame
Les douze tableaux de la Confrérie du Puy Notre-Dame d'Amiens (huiles sur panneaux de bois) provenant de la cathédrale d'Amiens, rescapés de la dispersion ou de la destruction, au XVIIIe siècle, des œuvres créées depuis le Moyen Âge, sont un des rares témoignages de l'art primitif du Nord de la France du XIVe au début du XVIIe siècle. Les cadres de cinq de ces tableaux ont gardé des traces de polychromie et sont un chef d’œuvre de sculpture gothique flamboyante. Le dernier tableau qui nous est parvenu date de 1666.

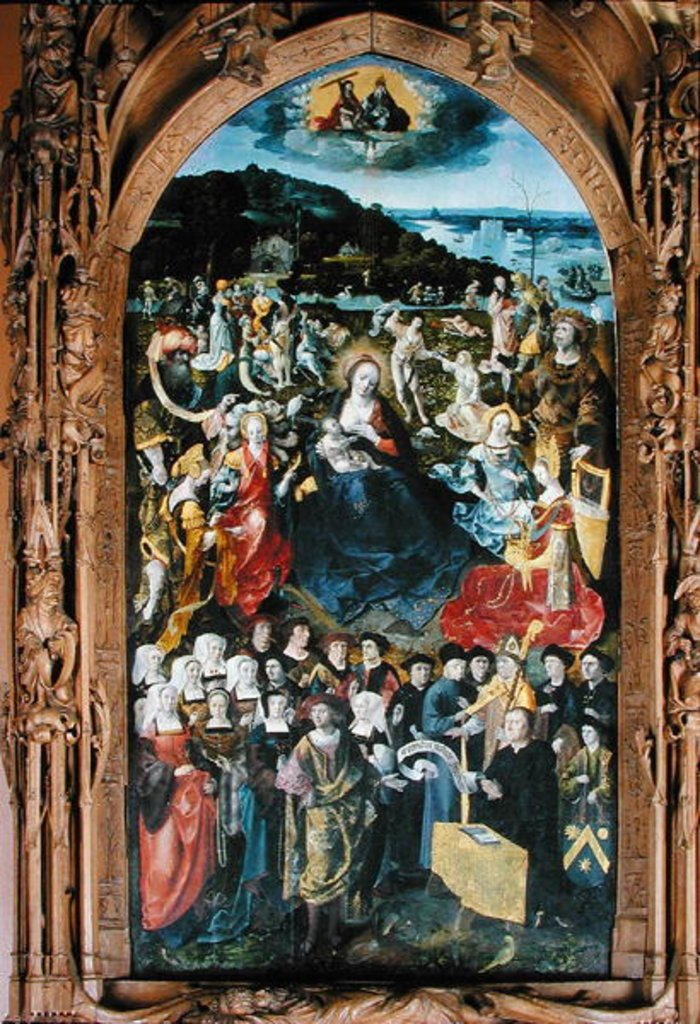
Pré ministrant pasture salutaire (1520)

- Anonyme : Arbre portant fruict d'éternelle vie, deux fragments (1500) ;
- Maître d'Amiens ? : Au Juste pois véritable balance (1519) ;
- Maître d'Amiens ? : Pré ministrant pasture salutaire (1520) ;
- Maître d'Amiens ? : Palme eslute du Sauveur pour victoire (1521) ;
- Anonyme : Le Vrai support de toute créature (1522) ;
- Anonyme : Pour nostre foy militante comtesse (1526) ;
- Anonyme : Triumphe exquis au chevalier fidèle (1549) ;
- Mathieu Prieur : Terre d'où prit naissance la vérité naissance (1601) ;
- Mathieu Prieur : Arch triumphal peinct d'histoires nouvelles (1603) ;
- Mathieu Prieur : Temple illustre de lumière éternelle (1605) ;
- Claude Vignon : ricordo, En Jésus et Marie notre amour est uni (1634) ;
- Claude François (Frère Luc) : Croix aimable à Jésus quoique ignominieuse (1666).

#### Peinture italienne
- Cristofano Allori : Sainte Catherine de Sienne (XVIIe siècle)
- Guido Cagnacci : Allégorie de la Vanité et de la Pénitence (1640)
- Bernardo Cavallino : Judith et Holoferne (XVIIe siècle)
- Giuseppe Maria Crespi : Le Christ tombé sous la croix
- Luca Giordano : 
  - Autoportrait en philosophe
  - Musicien accordant son luth (1650 / 1660)

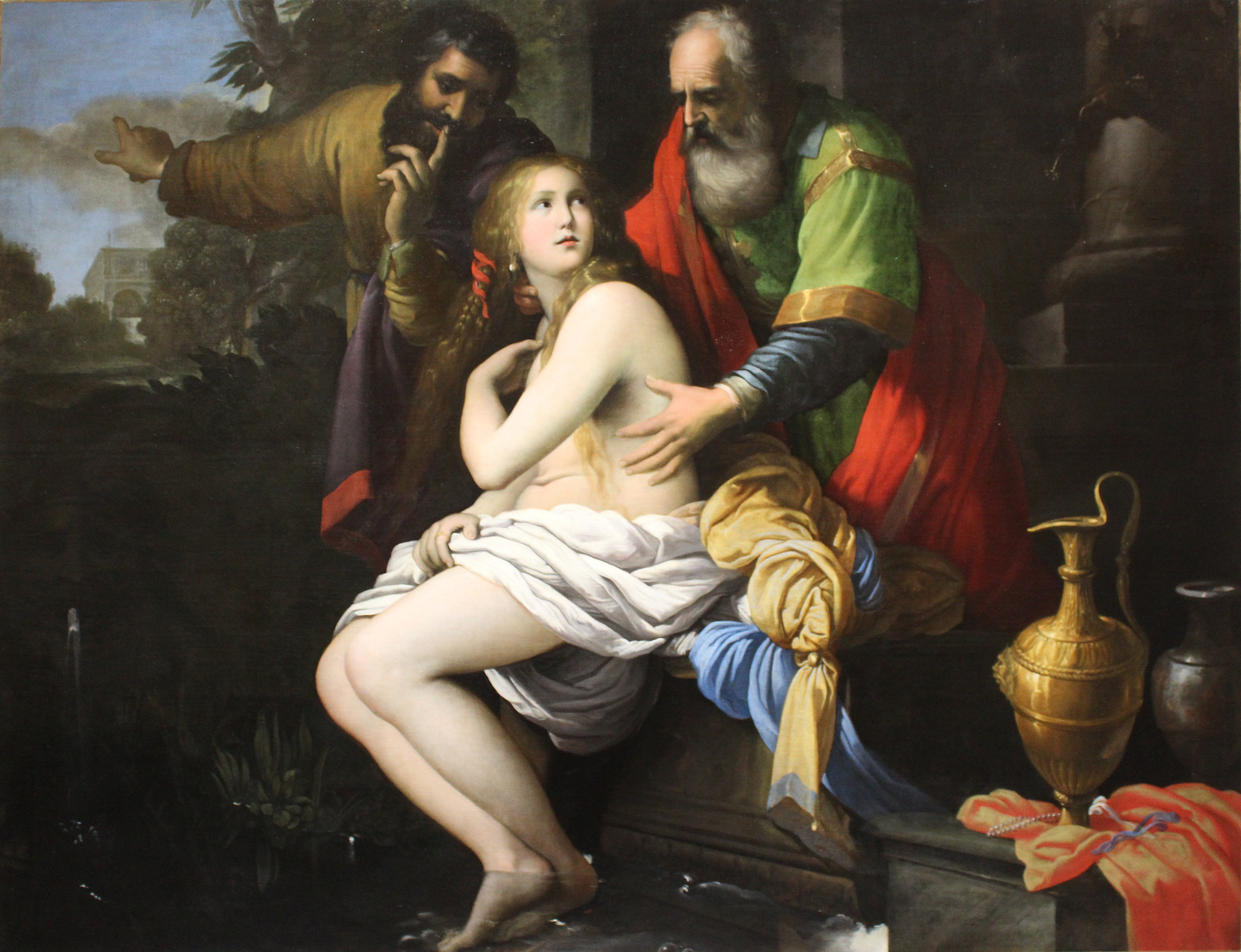
Giovanni Martinelli, Suzanne et les Vieillards

- Francesco Giovani : Buste de guerrier cuirassé, huile sur toile 61 × 48 cm (XVIIe siècle) ;
- Francesco Guardi : 
  - Vue de l'entrée d'un chenal avec deux tours (entre 1770 et 1780)
  - Vue d'une bourgade avec un pont et une porte gothique monumentale en ruine (entre 1770 et 1780)
  - Paysage campagnard avec des personnages occupés à des travaux agricoles (entre 1780 et 1790)
- Giovanni Martinelli : Suzanne et les Vieillards
- Carlo Francesco Nuvolone : Le Martyre de sainte Ursule (XVIIe siècle) ;
- Giovanni Paolo Pannini : Prédicateur dans les ruines antiques (vers 1750) ;
- Giambattista Pittoni : une peinture
- Sebastiano Ricci : Hercule file le lin au pied de la reine Omphale (1701) ;
- Andrea Schiavone : Diane découvrant la grossesse de Callisto (1549 / 1550) ;
- Stefano Sparano, Retable composé de neuf panneaux (tempera et fond d'or sur bois de peuplier, 1508-1509) ;
- Francesco Traballesi, Portrait de femme avec sa fille (vers 1550) ;
- Giovanni Battista Tiepolo : Immaculée Conception (1733-1734) ;
- Alvise Vivarini : Sainte Conversation : la Vierge et l’Enfant avec saint Jérôme, sainte Marie Madeleine, saint Pierre et saint Augustin (1500).

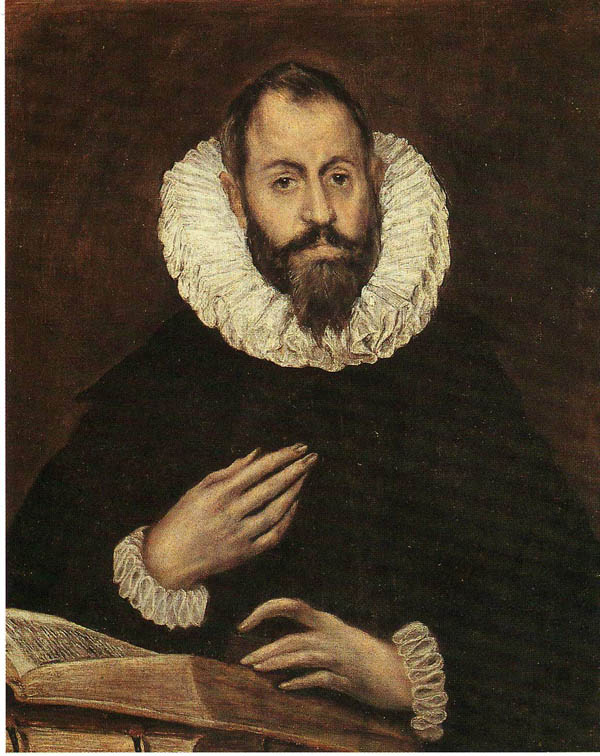
El Greco, Portrait d'homme, vers 1600

#### Peinture espagnole
- Anonyme : Les Prophètes Jérémie et Isaïe (tempera sur panneaux de bois, vers 1450) ;
- Anonyme : Saint Antoine de Padoue (détrempe et fond d'or sur panneau de bois, vers 1450) ;
- El Greco : Portrait d'homme (vers 1600) ;
- José de Ribera : 
  - Le Miracle de saint Donat (1652),
  - Platon (vers 1660),
  - Saint Jean,
- Atelier de José de Ribera : Saint François de Paule ;

#### Peinture flamande
- Anonyme (Pays-Bas méridionaux) : Vierge allaitant l'Enfant (huile sur bois, vers 1500) ;
- A.D.R. (monogramme), La Déploration du Christ ((huile sur bois de chêne, vers 1470-1490) ;
- Adriaen Brouwer : Le Buveur (vers 1630) ;
- Gonzales Coques : Exécution de Charles Ier d'Angleterre (vers 1650) ;
- Antoine van Dyck : Tête d'homme de profil, tourné vers la gauche (1616 / 1618) ;

- Jan Fyt : 

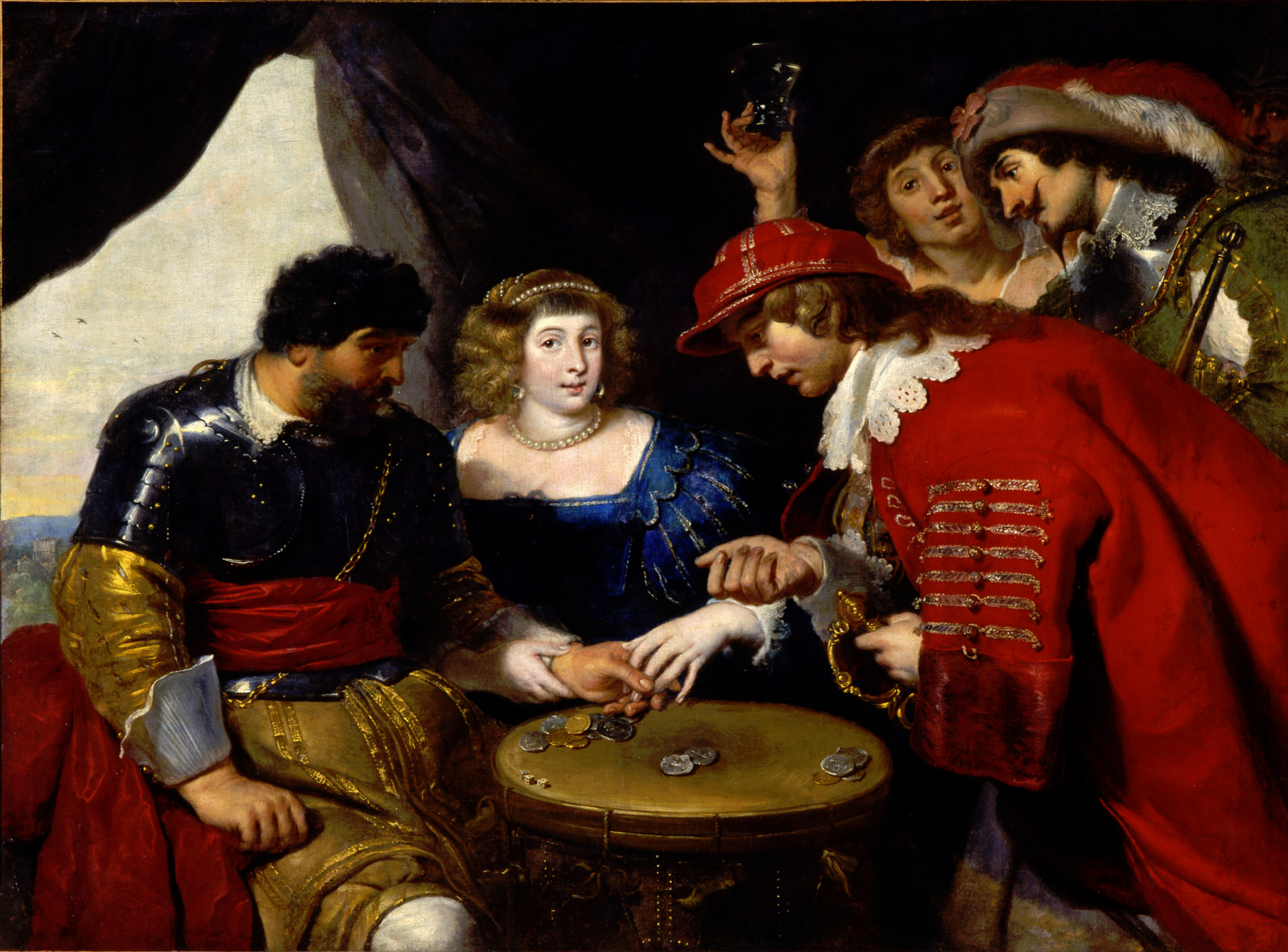
Cornelis de Vos : Joueurs et Courtisanes sous une tente

  - Nature morte avec des oiseaux et un trébuchet dans un paysage (huile sur toile, 46,1 x 68 cm) ;
  - Nature morte dans un paysage avec deux perdrix, un trébuchet, un filet, une gibecière et un chien (huile sur bois 46,9 x 58,9 cm, 1661) ;
- Jacob Jordaens : 
  - Buste de vieillard croisant les mains et se tirant la barbe (1618 / 1620) ;
  - La Marchande de volailles ;
- Maître de Monteoliveto : volets d'un triptyque (huile sur bois vers 1480-1500),
  - Ecce Homo ;
  - Descente de Croix ;
  - au revers, Annonciation (inachevée)
- Pieter Pourbus : Portrait d'un jeune noble cuirassé (vers 1570-1580) ;
- Frans Snyders
- David Teniers le Jeune : une peinture
- Cornelis de Vos : Joueurs de dés et courtisanes sous une tente (vers 1630/1635) ;

#### Peinture hollandaise
- Albert Cuyp : Conversion de saint Paul ou Le Chemin de Damas (vers 1650) ;
- Benjamin Gerritsz Cuyp : L'Adoration des bergers (vers 1635-1640) ;

- Jan van Goyen : 

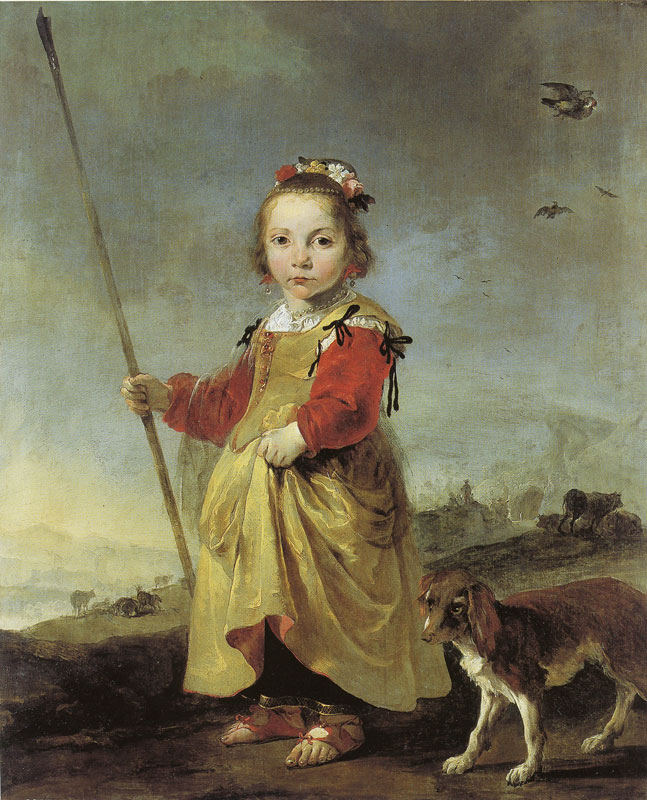
Portrait d'une petite fille en bergère de J.B. Weenix

  - Marchands de vin et dégustateur à cheval sur un quai à Dordrecht (1651) ;
  - Le Départ pour la Pêche (1655) ;
- Frans Hals : Portrait du pasteur Langelius (1660) ;
- Melchior d'Hondecoeter : Combat de coqs ;
- Johan Barthold Jongkind : Vue du port d'Harfleur (1850), 106,4 x 161,2 cm ;
- Willem Kalf : deux peintures
- Gérard de Lairesse : une peinture
- Nicolaes Maes : deux peintures
- Adriaen van Ostade
- Salomon van Ruysdael : Paysage avec église et rivière ;
- Petrus van Schendel : Sainte Marie-Madeleine en prière (XIXe siècle) ;
- Jan Baptist Weenix : Portrait d'une petite fille en bergère (vers 1650) ;
- Joachim Wtewael : La Sainte Famille, 103 x 96,5 cm (vers 1590-1600).

#### Peinture française

##### XVIIesiècle

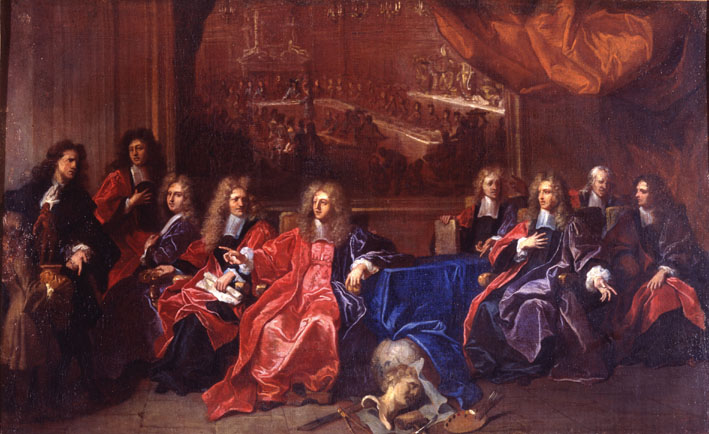
Hyacinthe Rigaud, Le Prévôt et les Échevins de la ville de Paris délibérant d’une fête en l’honneur du dîner de Louis XIV à l’hôtel de ville après sa guérison en 1689

- Philippe de Champaigne :  Moïse et les Tables de la Loi (huile sur toile, 1663) ;
- Claude François (peintre), Le Christ ;
- Nicolas de Largillierre : 
  - Portrait d’un magistrat ;
  - Portrait de la Femme d’un magistrat ;
- Pierre Patel : 
  - Paysage montagneux avec des ruines et des bergers (vers 1635) ;
  - Paysage de ruines avec la chute d'Antiochus, (huile sur toile, 93,5 x 140,5 cm, vers 1640-1645)
- Hyacinthe Rigaud : Le prévôt et les échevins de la ville de Paris délibérant d'une fête en l'honneur du dîner de Louis XIV à l'hôtel de ville après sa guérison en 1689 (1689) ;
- Simon Vouet : 
  - Autoportrait (présumé) (huile sur toile, 1620-1625) ;
  - La Madeleine repentante (huile sur toile, vers 1633-1634).

##### XVIIIIesiècle
La collection de peinture du XVIIIe siècle se compose, notamment, de la série des Chasses exotiques ou  Chasses en pays étrangers commandée par Louis XV entre 1735 et 1739 pour la petite galerie de ses petits appartements du château de Versailles ou le château de Choisy-le-Roi. Une partie des toiles fut apportée à Amiens, en 1802, pour décorer la salle du Congrès à l'Hôtel de ville au moment de la signature de la paix d'Amiens entre la France et le Royaume-Uni. Sur décision du gouvernement, les tableaux restèrent à Amiens et sont exposés au musée depuis son ouverture. En 1923, le Musée du Louvre mit en dépôt au Musée de Picardie, les autres tableaux de la série des chasses exotiques. Ainsi sont réunies au musée de Picardie, la totalité des commandes royales (soit onze toiles).
- Jean-Jacques Bachelier :
  - Lion d’Afrique combattu par des dogues ;
  - Un ours de Pologne arrêté par des chiens de forte race ;
- François Boucher :
  - La Chasse au Léopard (1736) série des Chasses exotiques ou Chasses en pays étrangers de Louis XV ;
  - La Chasse du crocodile (1739) série des Chasses exotiques ou Chasses en pays étrangers de Louis XV ;
  - Triomphe de Vénus (XVIIIe siècle) ;
  - Prédication de saint Jean-Baptiste (XVIIIe siècle) ;
  - Esquisse d'un décor de scène (XVIIIe siècle) ;
  - Enlèvement d'Europe (XVIIIe siècle) ;
- Jean Siméon Chardin : 
  - Nature morte aux harengs (1731 - 1733) ;
  - Nature morte aux morceaux de viande pendus à un croc (1734) ;
  - Nature morte aux deux lapins de garenne ou retour de chasse (entre le 1750 et le 1755) ;
  - Nature morte à la corbeille de raisin (1765) ;

- Jean Honoré Fragonard :
  - Le Berceau (1760 / 1765)[13] ;

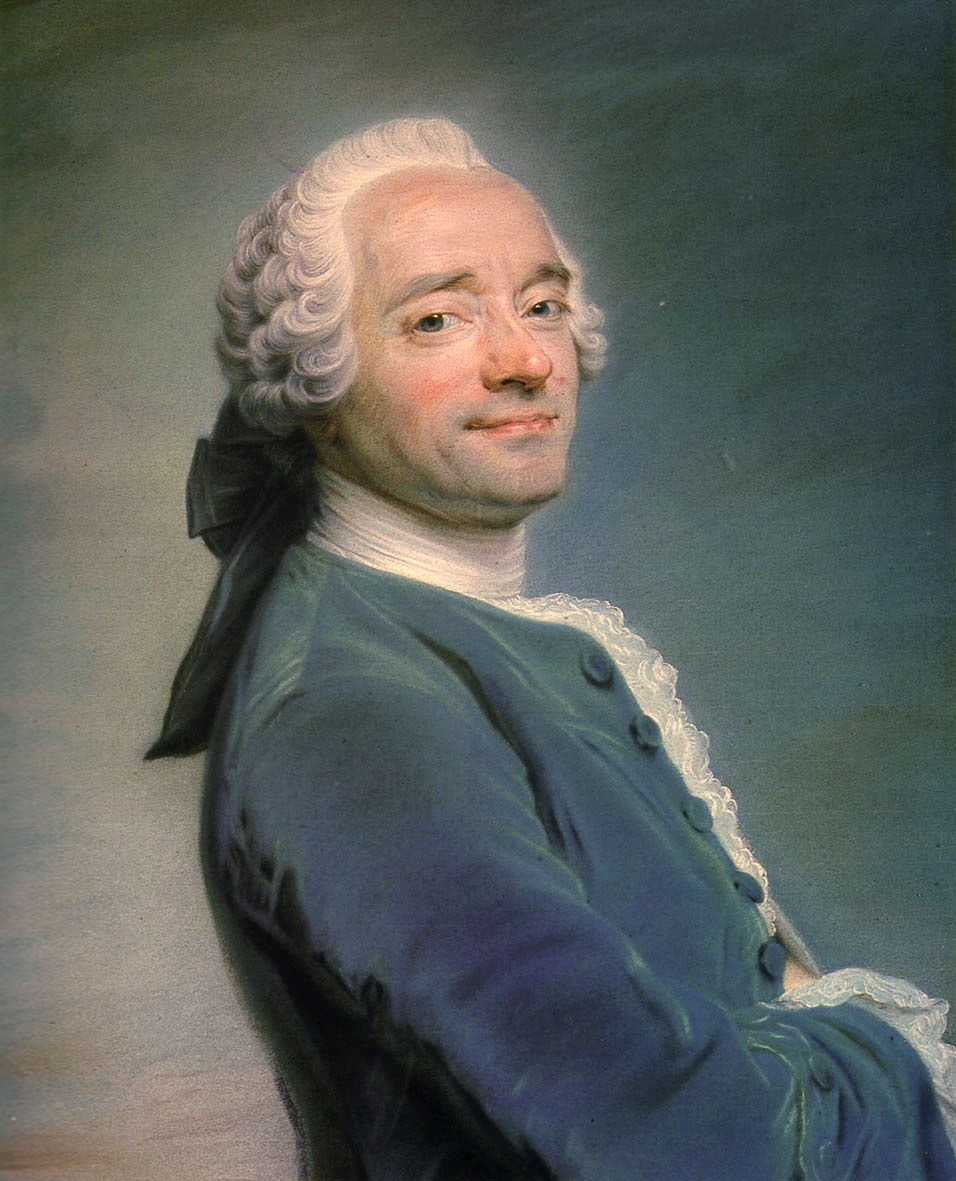
Maurice Quentin de La Tour, Autoportrait au jabot de dentelle, vers 1751

  - Jeune femme se détournant, ou La Résistance ;
  - Tête de vieillard ;
  - L'éducation de la Vierge ;
- Jean-Baptiste Greuze : Jeune Femme soulevant un coffre (huile sur toile, vers 1760/65) ;
- Noël Hallé, Le Jeu de collin-maillard (huile sur toile, vers 1770-1780) ;
- Jean-Jacques Lagrenée : Ulysse arrivant dans le palais de Circé (1787) ;
- Louis Jean François Lagrenée : Le Bain de Vénus ;
- Nicolas Lancret : La Chasse du tigre série des Chasses exotiques ou Chasses en pays étrangers de Louis XV ;
- Maurice Quentin de La Tour : Autoportrait au jabot de dentelle ;
- Nicolas-Bernard Lépicié : Etudes de six têtes d’enfants et de fleurs ;

- Charles André van Loo :

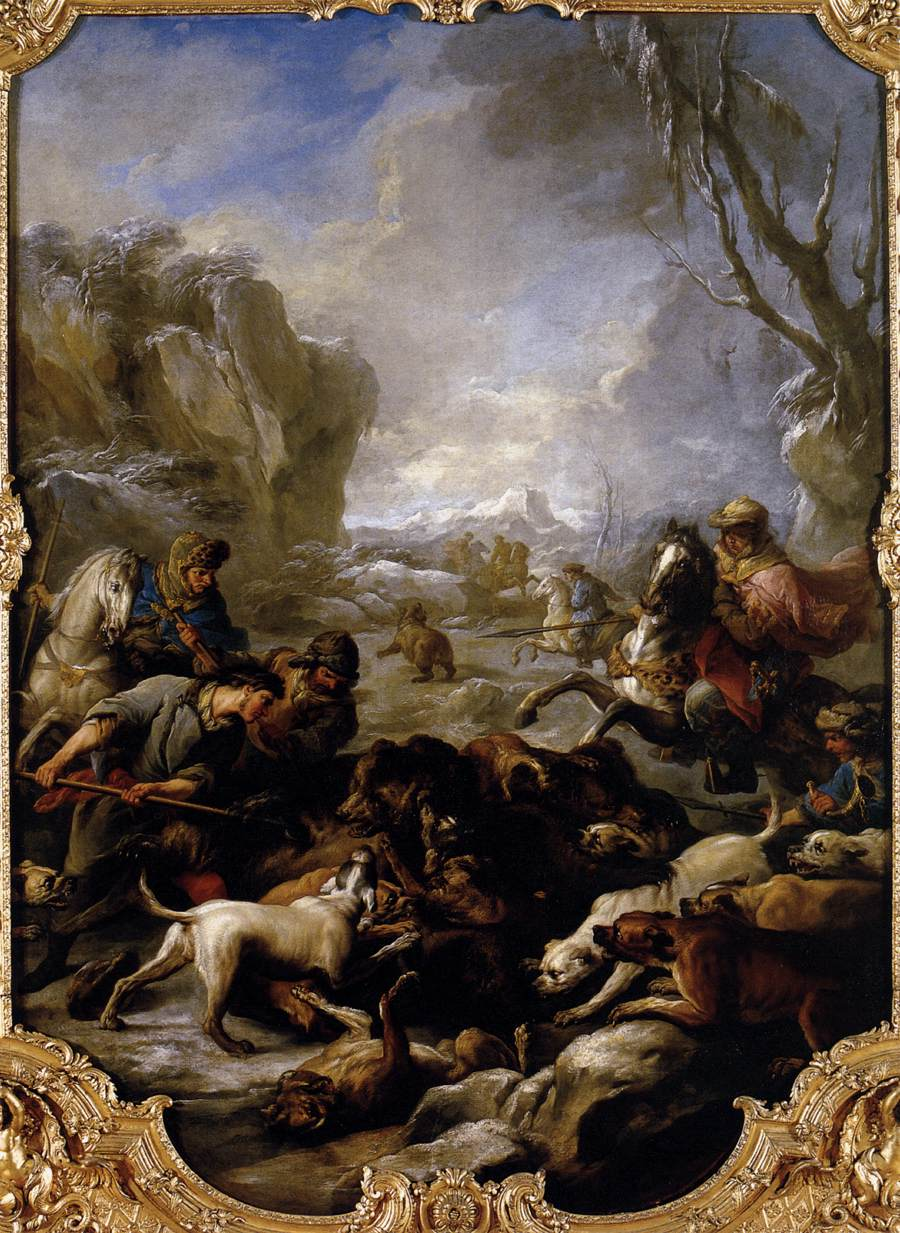
Charles André van Loo, La Chasse à l'ours

  - La Chasse de l'Ours (1736) série des Chasses exotiques ou Chasses en pays étrangers de Louis XV ;
  - La Chasse de l'Autruche (1738) série des Chasses exotiques ou Chasses en pays étrangers de Louis XV ;
  - L'Adoration des anges, esquisse préparatoire (1751) ;
- Jean-Marc Nattier : portrait de Jean-Baptiste Gresset (1741) ;
- Charles Parrocel : 
  - La Chasse de l'éléphant série des Chasses exotiques ou Chasses en pays étrangers de Louis XV ;
  - La Chasse du taureau sauvage série des Chasses exotiques ou Chasses en pays étrangers de Louis XV ;
- Jean-Baptiste Pater : La Chasse chinoise série des Chasses exotiques ou Chasses en pays étrangers de Louis XV ;
- Hubert Robert :
  - Les Lavandières, anciennement attribué à Fragonard (1757 - 1761) ;
  - Portique avec danseurs et musiciens dans un parc (vers 1775-1780) ;
  - Dessinateur dans les ruines d'un temple à Paestum (huile sur toile, vers 1760) ;
  - Personnage dans le parc de la villa Barberini à Rome (huile sur bois, vers 1762) ;
  - Ruines d'un temple ;
  - Paysage avec femme renversée par sa monture au pied d'une statue d Vénus ;
  - Paysage avec homme soulevant un bloc pierre au pied de la statue d'Hercule (huile sur toile vers 1790-1800).
- Pierre Subleyras :
  - Crucifiement de saint Pierre ;
  - Martyre de saint Théodore d’Antioche ;
  - Apothéose de Saint Camille de Lellis ;
  - Portrait présumé de Joseph Vernet, (vers 1739) ;
- Joseph-Benoît Suvée : Tancrède blessé reconnaît Clorinde qu'il vient de combattre (vers 1776-1778) ;
- Jean-François de Troy, La chasse du lion (1735) série des Chasses exotiques ou Chasses en pays étrangers de Louis XV ;
- Joseph Vernet : Marine, soleil couchant (1753) ;
- Joseph-Marie Vien : Marc Aurèle distribuant du pain aux pauvres (1765).

##### XIXesiècle
- Pierre-Nolasque Bergeret : Le Naufrage de Charles-Quint (1824) ;
- Merry-Joseph Blondel :
  - Lycurgue (1828) ;
  - Portrait de Solon, législateur et poète d'Athènes (1828) ;
- Charles Bourgeois :
  - Portrait de Pierre Héron
  - Portrait d'Henriette Héron
- Aimée Brune-Pagès, La fille de Jephté (1846) ;
- Constance-Marie Charpentier : La Mélancolie (1801) ;

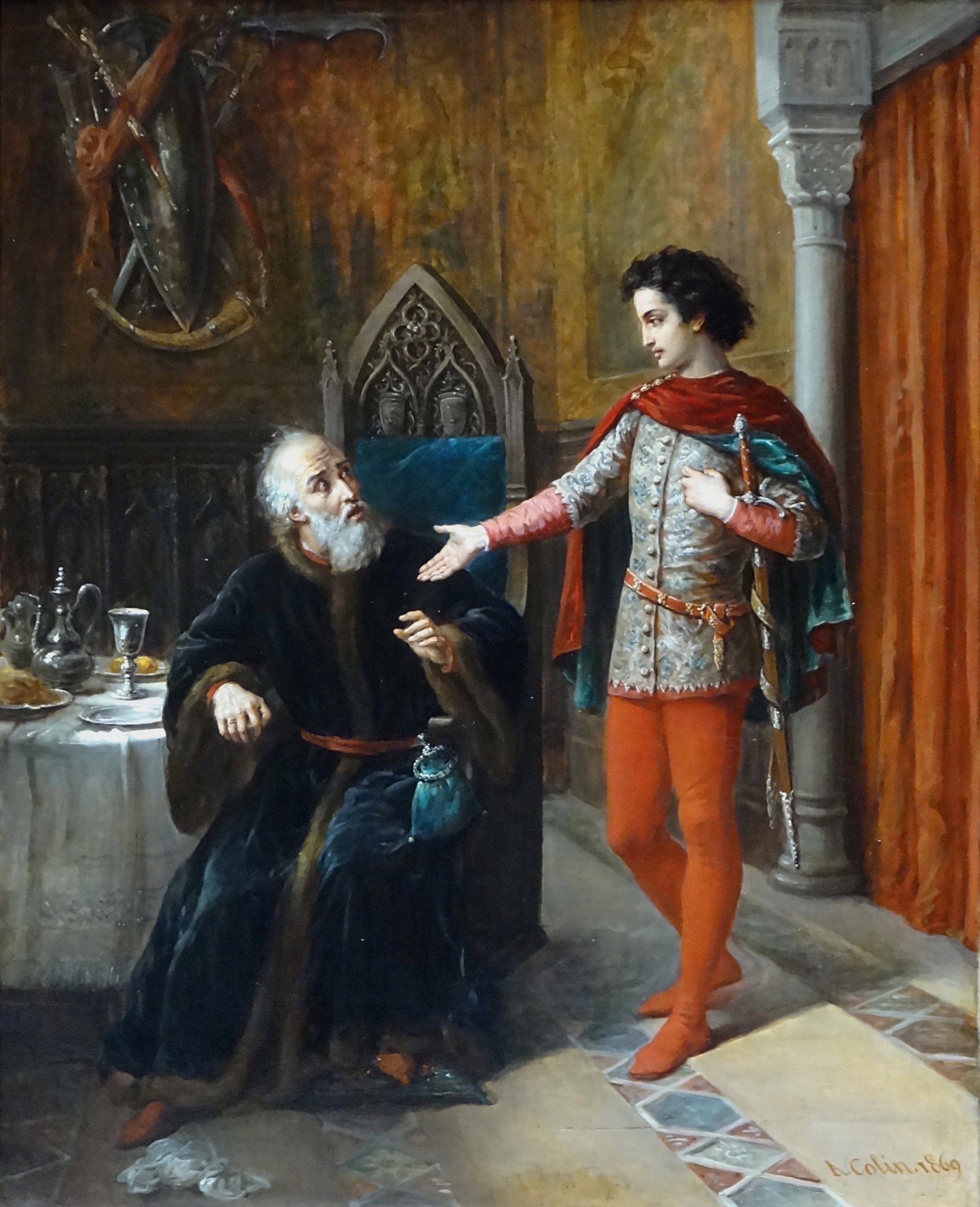
Alexandre Colin : Le Cid, après son duel avec le comte de Gormas et son père (1869)

- Alexandre Colin : Le Cid, après son duel avec le comte de Gormas et son père (1869) ;
- Camille Corot : Le pont de Palluel, en 1871 (1871) ;
- Gustave Courbet : Vue de la Caverne des Géants près de Saillon, ou Paysage fantastique aux rochers anthropomorphes (vers 1873) ;
- Louis Crignier : Jeanne d'Arc en prison (1824) ;
- Henri Delaborde : Le Christ au Jardin des Oliviers (1848), conservé dans la cathédrale Notre-Dame d'Amiens jusque 1918[14] ;
- François-Hippolyte Debon : 
  - Les Écueils de la vie (1865) ;
  - César vient traiter avec les druides (1867) ;
- Henri Fantin-Latour
- Gabriel Ferrier :
  - Portrait d'Albert Maignan (1871) ;
  - Les Mères maudissant la guerre (1889) ;
- Jean-Léon Gérôme : Le Siècle d'Auguste (1855) ;
- Anne-Louis Girodet-Trioson et Amable Louis Claude Pagnest : Atala au tombeau  (1813) ;
- Auguste-Barthélemy Glaize : Les Écueils de la Vie (1864) ;
- Julien-Michel Gué : Le dernier soupir du Christ (1840) ;
- Paul Félix Guérie : L'Impératrice Eugénie visitant les cholériques à l'Hôtel-Dieu d'Amiens le 4 juillet 1866 (esquisse, Salon de 1858) ;
- Pierre-Désiré Guillemet et Étienne Antoine Eugène Ronjat : Scène de naufrage dit Le Radeau de la Méduse (1859-1860) réplique du tableau de Théodore Géricault ;
- Eugène Isabey : Mont Saint-Michel ;
- Claudius Jacquand : Galilée avant son abjuration (1867) ;
- Charles-Philippe Larivière : 
  - Mars en repos (1822) ;
  - L'Arc de Constantin, vue prise d'une arcade du Colisée (1827) ;
  - La Fugitive (1869) ;

- Jules Lefebvre : 

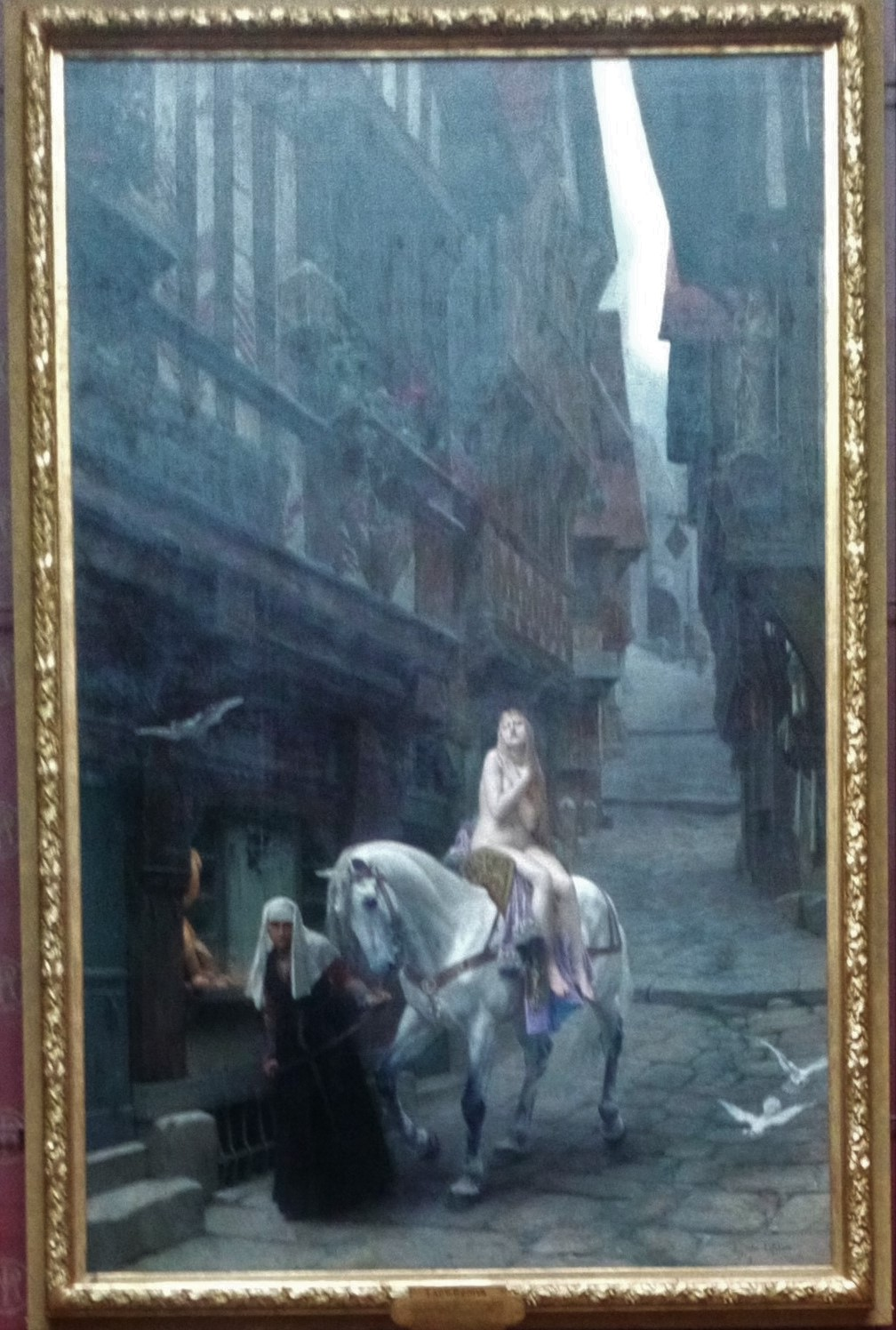
Jules Lefebvre, Lady Godiva

  - Coriolan se réfugie chez Tullus, roi des Volsques (1859) ;
  - Portrait du père de l'artiste (1859) ;
  - Portrait de la mère de l'artiste (1860) ;
  - Sophocle accusé par ses fils (1860) ;
  - La Jeune Rieuse (1861) ;
  - Portrait de Frédéric Petit (après 1885) ;
  - Portrait de Maurice Lefebvre, fils de l'artiste (1888) ;
  - Lady Godiva (1890) ;
  - Portrait de Monsieur Guy (1891) ;
  - Portrait d'Édouard Corroyer (1898) ;
  - Vestale endormie (1902) ;
  - Nymphe chasseresse ;
  - Académie d'homme nu ;
  - Tête de religieuse ;
- Eugène Lepoittevin : Les naufragés (1839) ;

- Albert Maignan :

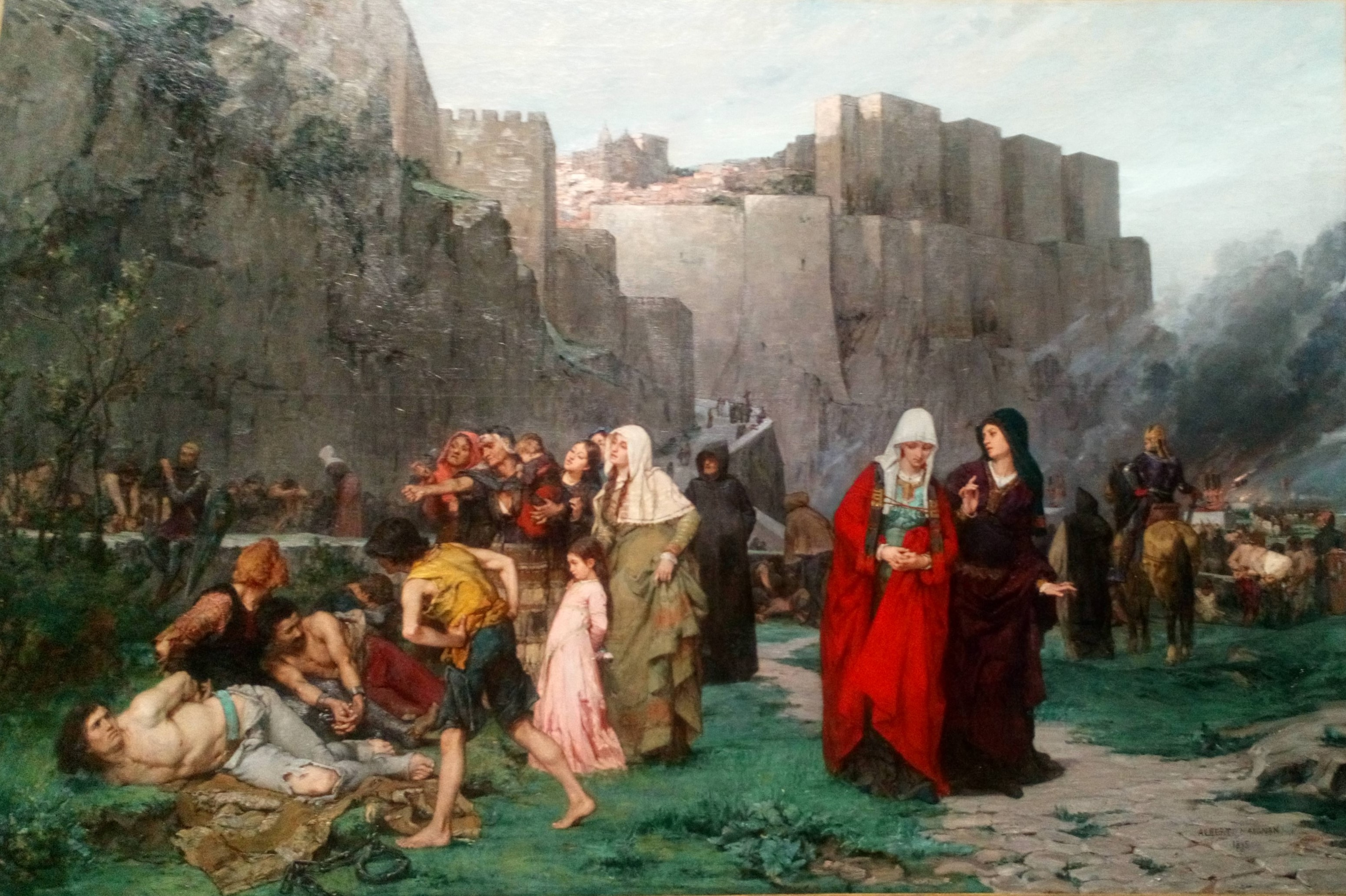
Albert Maignan, L'Insulte aux prisonniers Episode de la croisade contre les Albigeois en 1211.

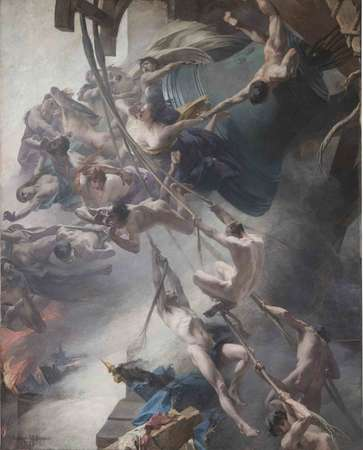
Albert Maignan, Les Voix du tocsin (1888).

  - L'Insulte aux prisonniers Épisode de la croisade contre les Albigeois en 1211 (1875) ;
  - Religieuse dans un parc (vers 1880) ;
  - Dante rencontre Mathilda (1881) ;
  - Le Printemps de la Vie (1883) ;
  - La Mort de Guillaume le Conquérant (1885) ;
  - Les Voix du tocsin (1888) ;
  - La Naissance de la perle, esquisse (1890) ;
  - La Mort de Carpeaux (1892) ;
  - La Muse verte (1895) ;
  - Le Violoniste ;
  - Personnage du groupe Zampa ;
  - La Rieuse ;
  - La Ronde des notes ;
  - Le La ;
  - L'Arrosage (vers 1900) ;
  - Scène champêtre	(vers 1900) ;
  - Repas champêtre	(vers 1900) ;
  - Allégorie de la Lune et du Soleil (vers 1900) ;
  - La Tentation d'Ève (vers 1900) ;
  - L'Ouragan (vers 1900) ;
  - Fond marin (vers 1900) ;
  - Jupiter et Sémélé, esquisse (1904) ;
  - Prométhée et les Océanides, esquisse (1906) ;
  - Le Thé (vers 1907) ;
  - La Chute de Phaëton, esquisse (1907) ;
  - Vénus et Adonis, esquisse ;
  - Jason aidé de Médée s'empare de la toison d'or, esquisse ;
  - Alphée et Aréthuse, esquisse ;
  - Minerve et Arachné, esquisse ;
  - Sous le cèdre (1908) ;
  - L'Été (1908) ;
  - Fête vénitienne ;
  - Portrait de femme ;

- Pierre Puvis de Chavannes : 

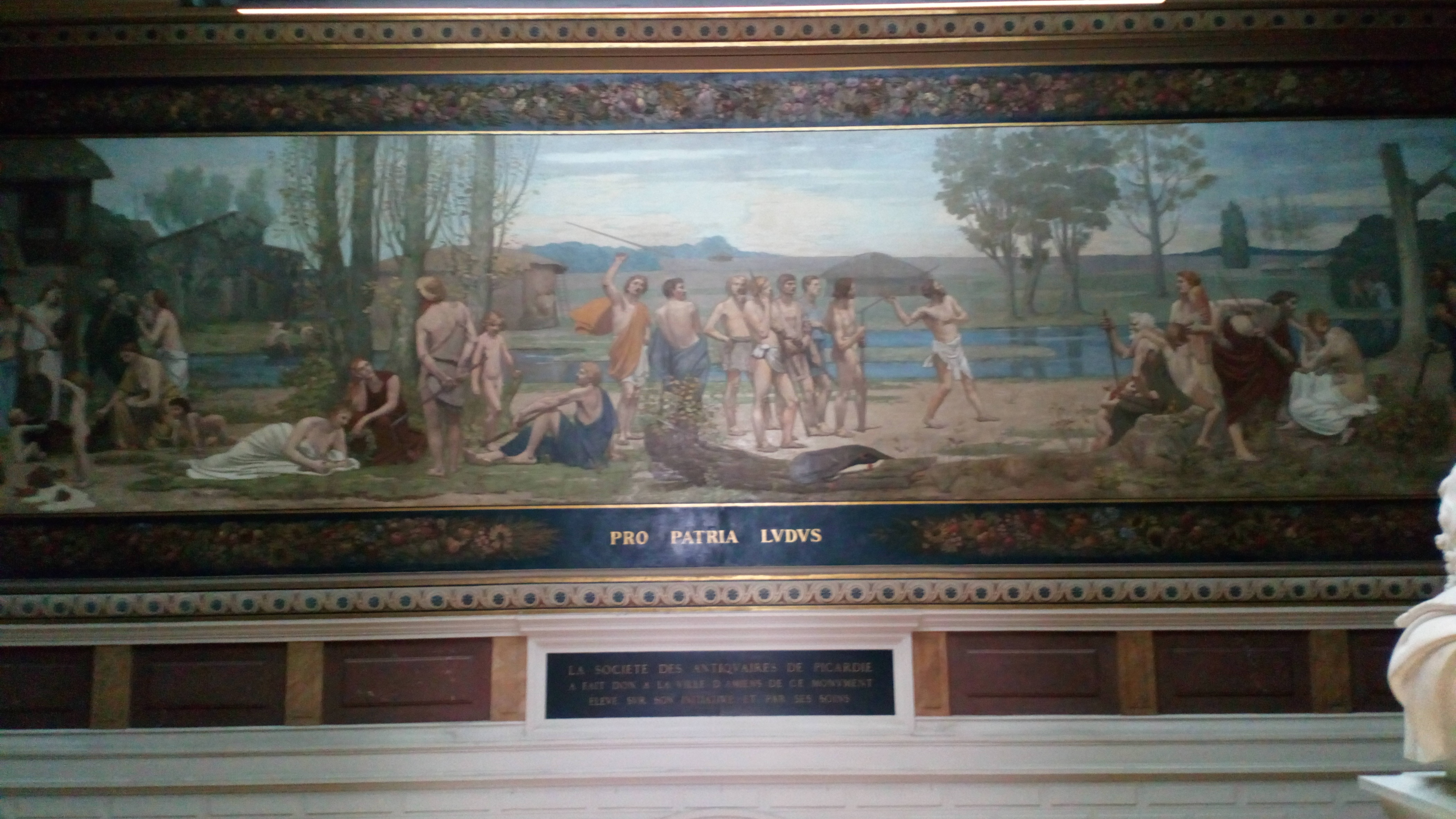
Pro Patria Ludus par Pierre Puvis de Chavannes (1882)

  - Escalier d'honneur, peintures murales :
    - Pro Patria Ludus (1882) spécialement conçue pour l'escalier d'honneur du musée[15].
    - Le Travail (1863) ;
    - Le Repos (1863) ;
    - Ave Picardia Nutrix (1864) ;
    - L'Étude ;
    - La Contemplation ;

  - Galerie d'honneur du premier étage, peintures murales :
    - Concordia (1861) ;
    - Bellum (1861) ;
    - La Fileuse ;
    - Le Moissonneur ;
- Raymond Quinsac Monvoisin : Jeanne la Folle, reine de Castille (vers 1836) ;
- Jean-Baptiste Regnault : La Mort de Priam ;
- Georges Rochegrosse : L'Assassinat de l'empereur Geta ;
- Jean-Victor Schnetz : Épisode du sac de la ville d’Aquilée par Attila (1841);
- Horace Vernet : Le Massacre des Mamelouks dans le Château du Caire, ordonné par Méhemet Ali Pacha, vice-roi d’Égypte, en 1811, (1819) ;
- Édouard Vuillard
- Jules-Claude Ziegler : La Paix d'Amiens (1853) ;
- Henri Zuber : Le Passé, Versailles (1898)[16].

### Sculpture

#### XVIIesiècle
- Antoine Coysevox (attribué à) : Buste supposé de Charles d'Albert d'Ailly, duc de Chaulnes, marbre (avant 1698) ;
- Pierre Puget : Hercule au repos ou Hercule gaulois, esquisse en terre cuite (1662) ;
- œuvres du sculpteur amiénois Nicolas Blasset.

#### XVIIIesiècle
- Nicolas-Sébastien Adam :
  - Angélique et Médor, groupe sculpté en pierre (vers 1753) ;
  - Apollon en plâtre-stuc, provenant du château d'Heilly (milieu du XVIIIe siècle) ;
  - Diane en pierre, provenant du Château d'Heilly  (milieu du XVIIIe siècle) ;
- Pierre-François Berruer : buste de Jean-Baptiste Gresset, marbre (1787) ;
- Augustin Pajou :
  - Faune ;
  - Silène .

#### XIXesiècle

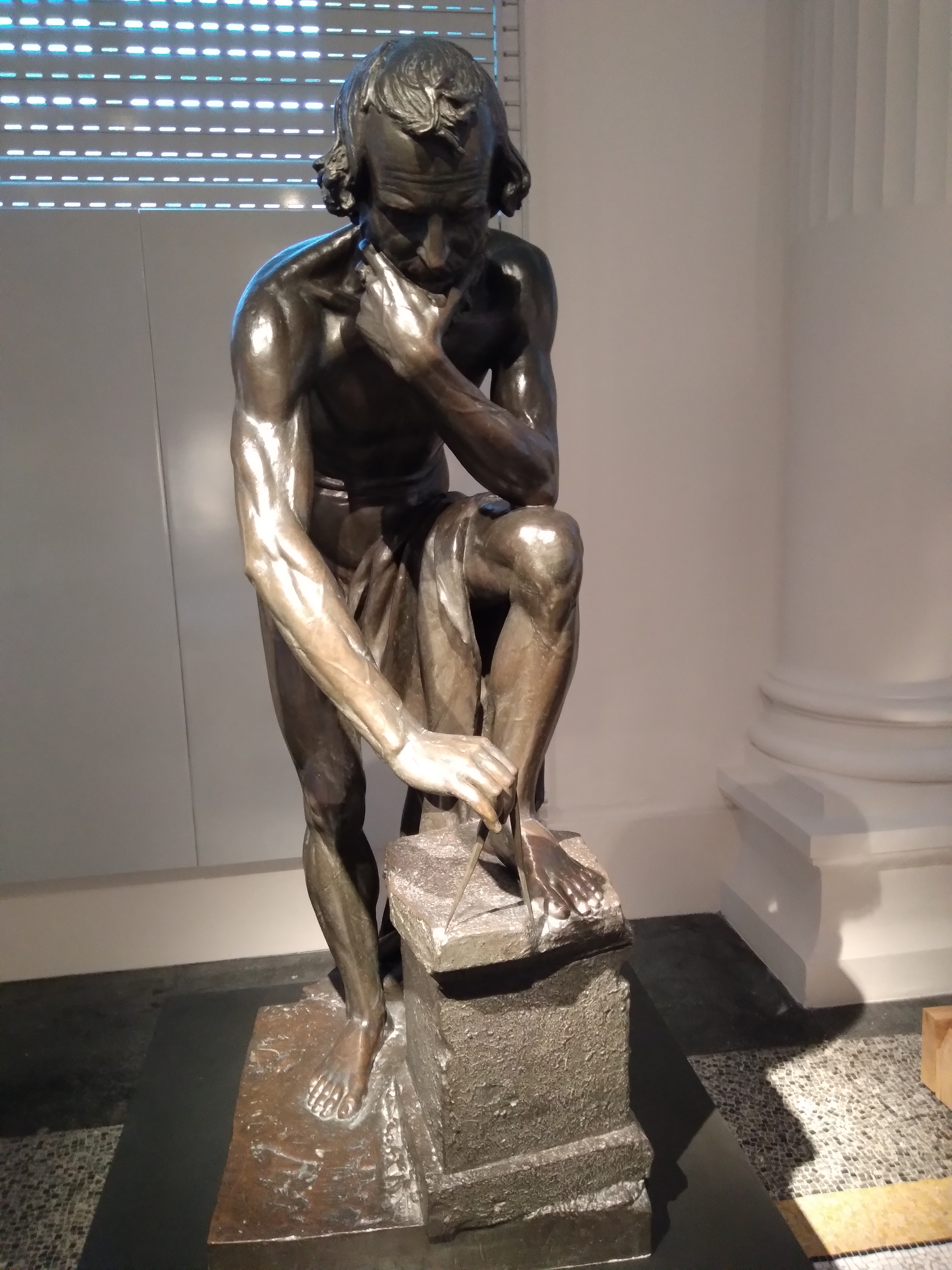
Archimède par Théophile Caudron (1836)

- Antoine-Louis Barye : La Paix, bronze, (1857) ;
- Hélène Bertaux : à sa mort, Léon Bertaux, son mari, qui fut son praticien, réalisa un exemplaire en marbre de quatre œuvres de sa femme qu'il légua au muée de Picardie, en 1915 :
  - Psyché sous l'empire du mystère ;
  - Jeune Gaulois prisonnier ;
  - Jeune fille au bain ;
  - Buste de Sophie Arnould ;
- Léon Bertaux : buste de Pierre Thuillier ;
- Isidore Hippolyte Brion : buste du Guerchin, marbre ;
- Célestin-Anatole Calmels : Calypso (1853) ;
- Théophile Caudron :
  - Bas-relief en plâtre représentant Louis XIV (vers 1830) ;
  - Childebert assiste dans les arènes d’Arles à un combat de gladiateurs et de lions, bronze, (1833) ;
  - Archimède traçant une figure géométrique, plâtre (1836) ;
  - buste de Charles du Cange, plâtre (avant 1848) ;

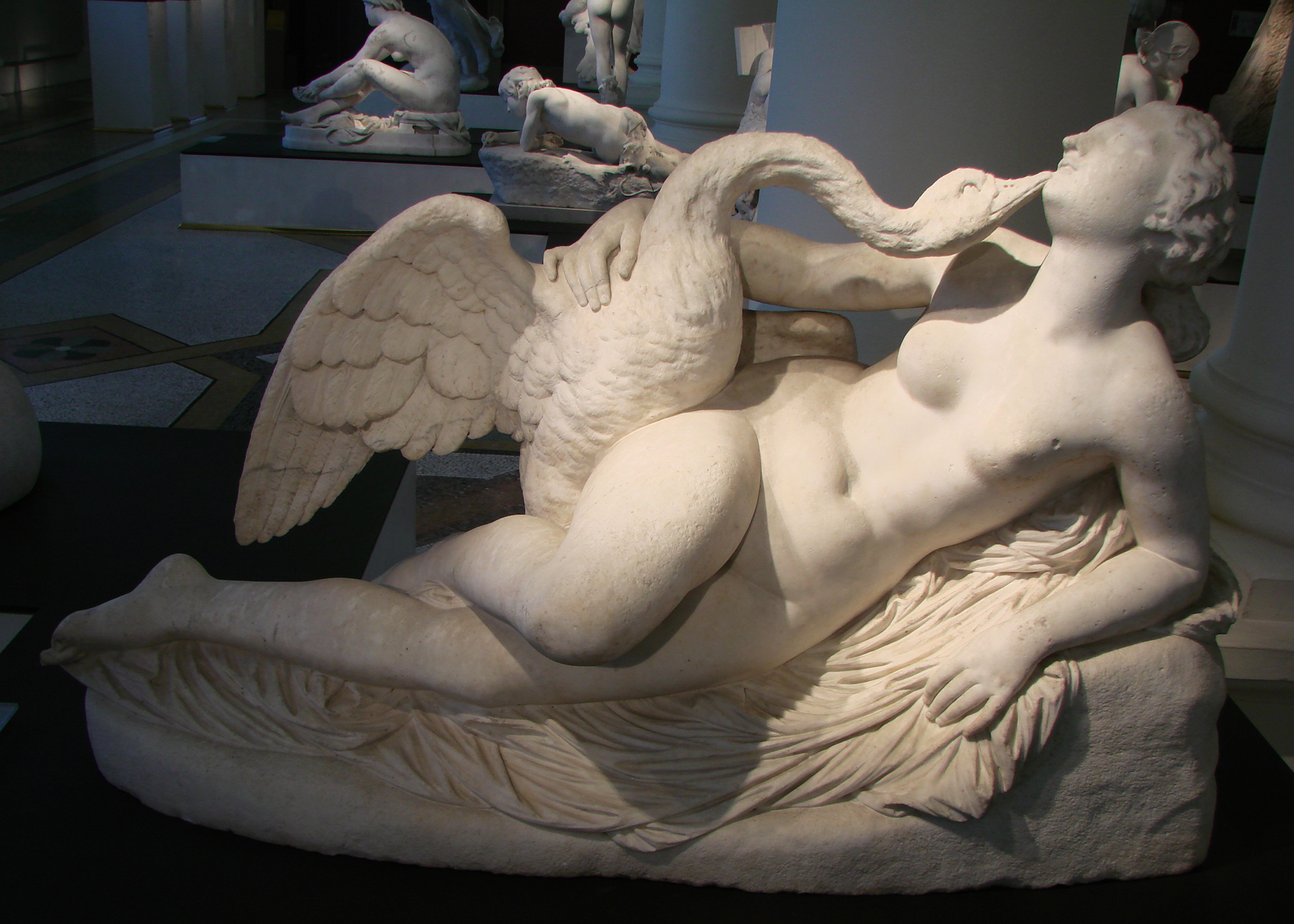
Auguste Clésinger, Léda et le Cygne

- François Augustin Caunois : Jeune Spartiate vouant son bouclier à la patrie (1836) ;
- Jean-Charles Chabrié : Rêverie d'enfant (1874) ;
- Antoine Denis Chaudet : buste de Napoléon Ier, bronze ;
- Auguste Clésinger, Léda et le Cygne (1864) ;
- Charles Cordier : 
  - buste du maréchal Randon ;
  - buste de la maréchale Randon ;
- Léon Cugnot : Corybante étouffant les cris de Jupiter enfant (1867) ;
- Jules Dalou : La Leçon de lecture (1874) ;
- Jean Dampt : La fin du rêve, en marbre et bronze (1889) ;
- Antoine Laurent Dantan : Buste de Madame de Mirbel (1852) ;
- Édouard Delabrièrre : Panthère de l'Inde et Héron groupe en bronze (1859)[17] ;

- Gustave Deloye :

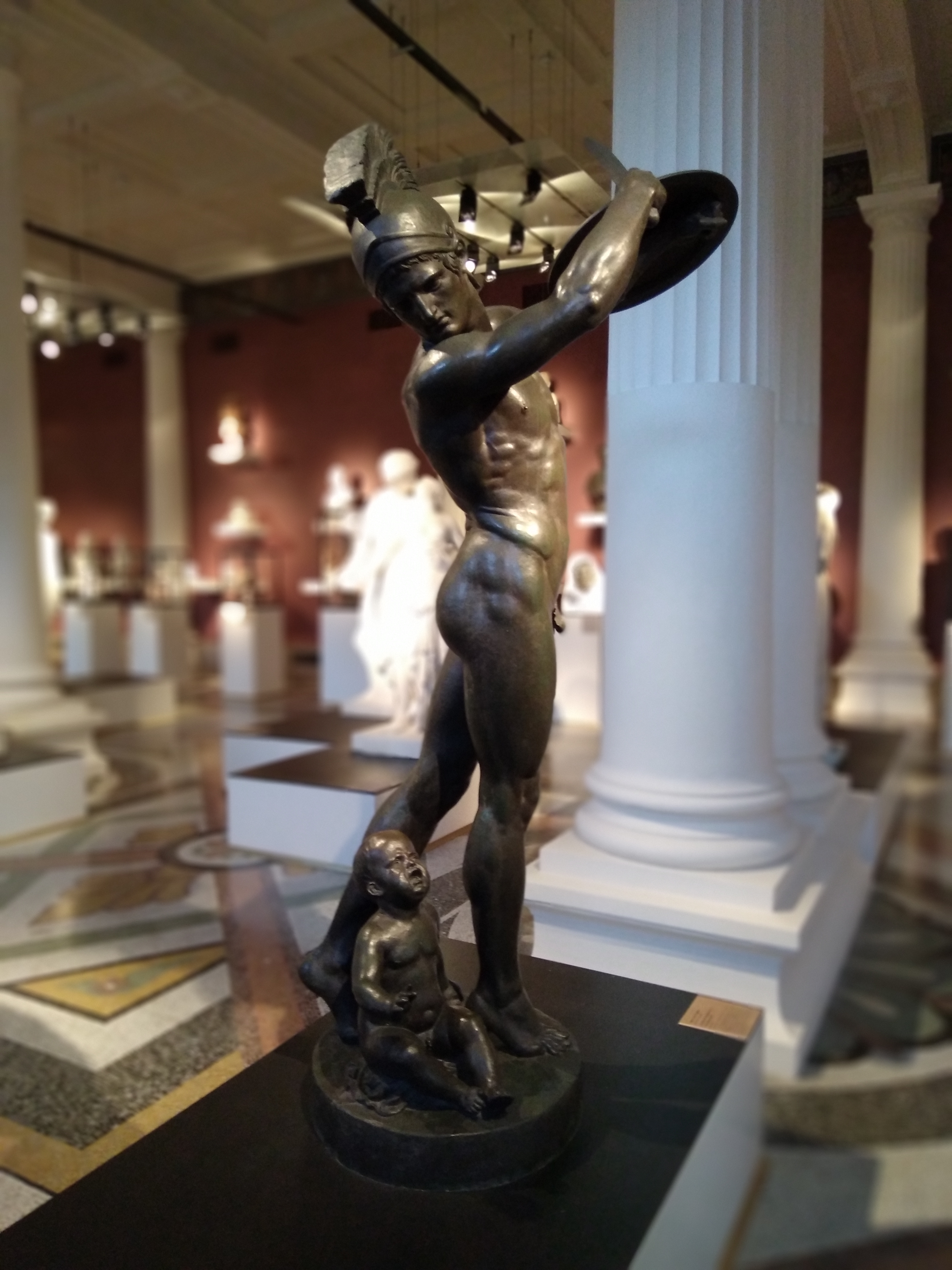
Corybante étouffant les cris de Jupiter enfant par Léon Cugnot (1867)

  - buste de la marquise de Pompadour ;
  - buste de Jean-François Berthelier ;
- Antoine Desboeufs : L’Ange gardien (1833) ;
- Louis Desprez : L’Ingénue ou La Jeune Fille à l'escargot (1843) ;
- Amédée Doublemard :  buste d'Augustin Magdelaine ;
- Auguste Dumont : L'Amour tourmentant l'âme (1877) ;
- Jean-Jacques Elshoecht :
  - Marguerite, buste en marbre (1834) ;
  - buste de Napoléon Ier, marbre (1848 ?)
- Antoine Etex : Sainte Face ;
- Louis-Adolphe Eude :
  - buste de Jean Goujon ;
  - buste de Mademoiselle L. S. ;
- Alexandre Falguière : buste de Léon Gambetta, bronze (1887) ;

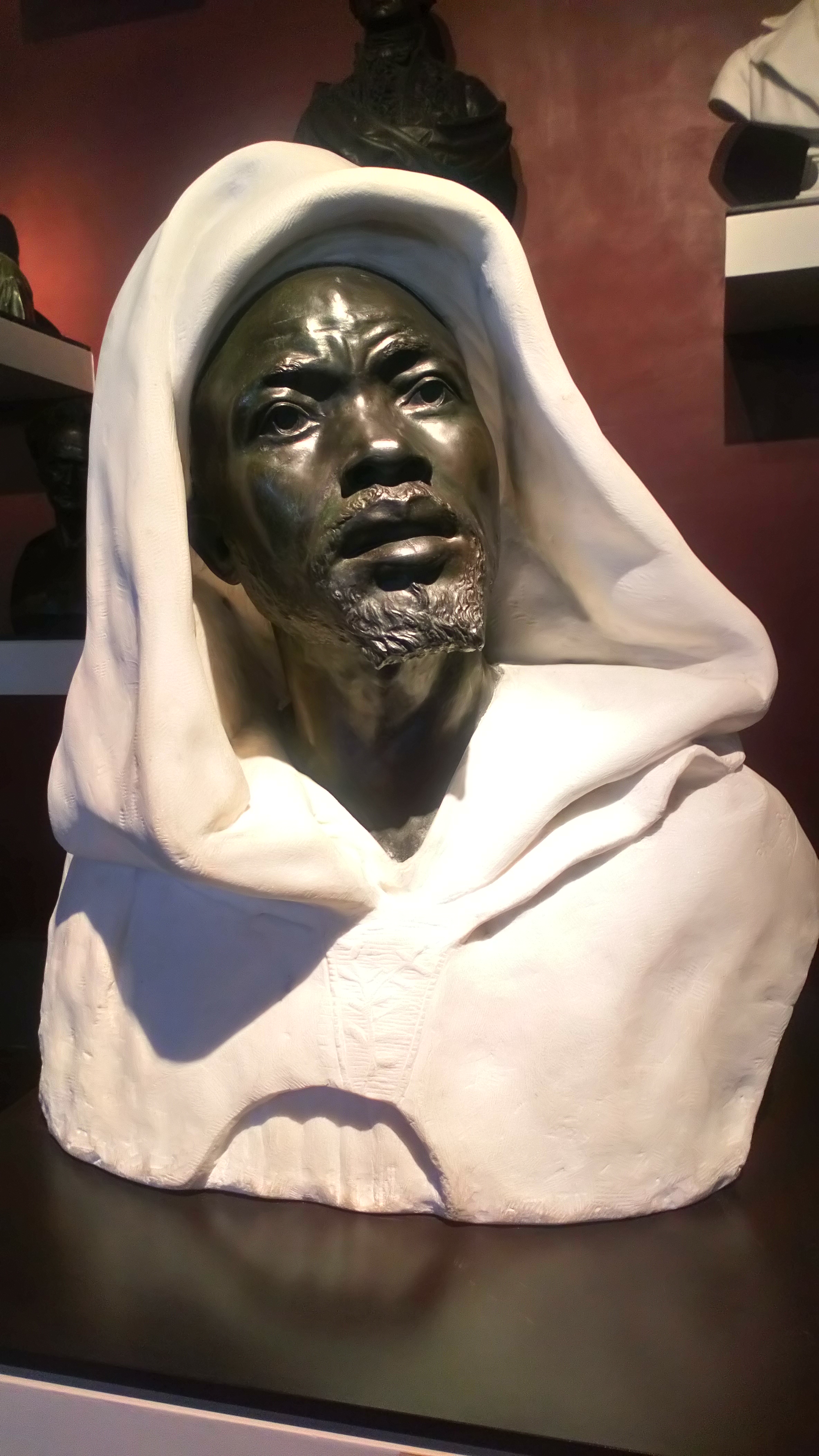
Salem, nègre du Soudan de Paul Loiseau-Rousseau

- Maurice Ferrary : buste de Léon Cogniet ;
- Jules Franceschi : Tête de Christ (1894) ;
- Democrito Gandolfi : La Femme voilée dite La Mendiante ;
- Lange Guglielmo : Giotto révélant sa vocation (1885) ;
- Georges Henri Guittet (1871-1902) : Porteur d'eau africain (1901) ;
- Maurice Lefebvre : buste de Jules Lefebvre, père de l'artiste ;
- Joseph-Stanislas Lescorné : Clytie (1848) ;
- Paul Loiseau-Rousseau : Salem, nègre du Soudan (1897) ;
- Pierre Loison : 
  - Daphnis et Naïs marbre (1866) ;
  - L’Âme ;
- Antonin Mercié : buste de Louise Maignan-Larivière, marbre (1890) ;
- Aimé Millet : 
  - La Jeunesse effeuillant l'âme (1827) ;
  - Phidias, statue en plâtre (1886) ;
  - Figure ;
- Charles-François Nanteuil-Leboeuf : Eurydice
- Auguste Préault : buste de Nicolas Poussin, marbre (1849) ;
- Joseph Alexandre Renoir : Ève couchée (1852) ;
- Pierre Robinet : buste de Frédéric Dubois d'Amiens, bronze (1853) ;

- Auguste Rodin : 
  - Jeux d'enfants ou Enfants s'embrassant (1885/1886) ;
  - Buste de Puvis de Chavanne ;

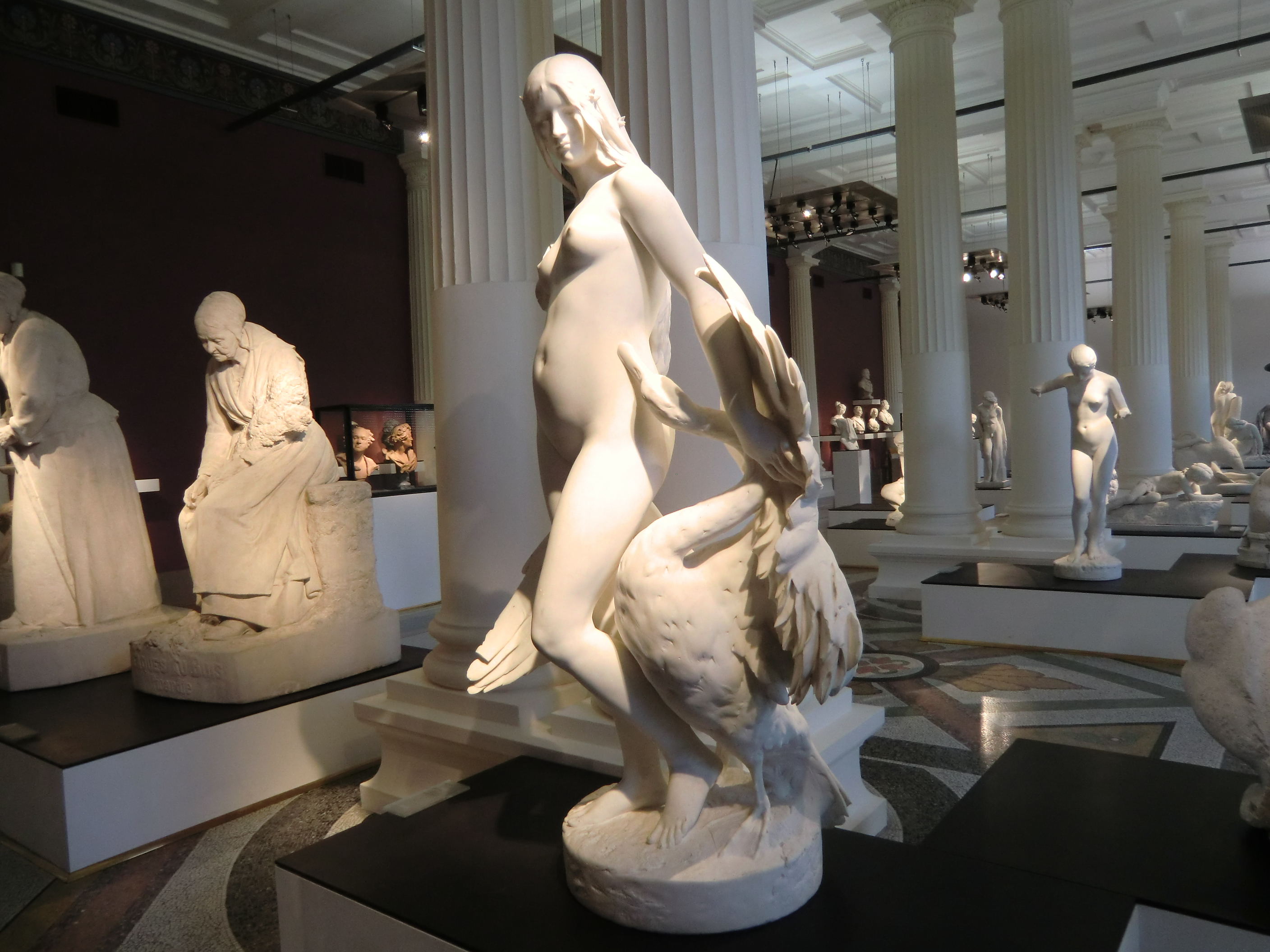
Jules Roulleau, Léda et le Cygne

- Jules Roulleau, Léda et le Cygne ;
- Alexandre Schoenewerk : Au matin (1879) ;
- Lucien Schnegg : La Pensive, buste en plâtre ;
- Victor Ségoffin : buste d'Albert Maignan ;
- Émile Soldi : buste de la Baronne de Fourment, marbre (1880) ;
- Émile Thomas : buste de Louis-Napoléon Bonaparte, président de la république, marbre (1849) ;
- Cyprien François Venot : buste de François Girardon ;
- Zhendre : buste de Charles XII.

#### XXesiècle
- Antoine Bourdelle : buste en marbre d'Anatole France[18] ;
- Ernest Hulin (1882-1918) : La Douleur (1908) ;
- Louis de Monard :

### Artistes régionaux

#### Peintres

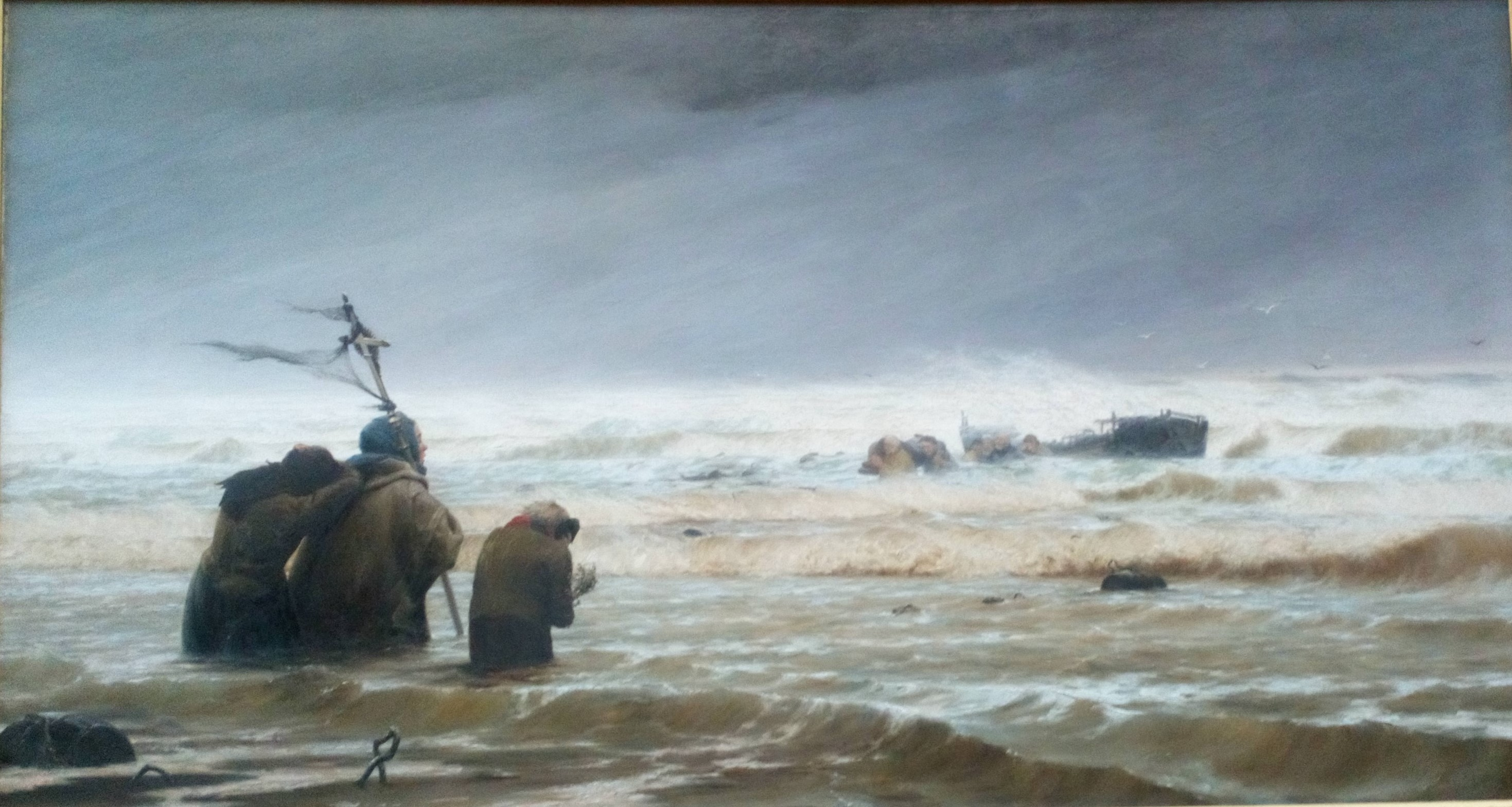
Francis Tattegrain, Les Deuillants à Etaples

- Jules Boquet : Vieille Picarde épluchant des pommes de terre ;
- Jean de Francqueville : Le Vieux mendiant (1921) ;
- Benjamin Godard : Un Mendiant (1826) ;
- Francis Tattegrain :
  - Les Deuillants à Etaples (1883) ;
  - Pêcheur à la foène en baie d'Authie (1890).

#### Sculpteurs
Les sculpteurs picards sont représentés par les œuvres suivantes : 
- Nicolas Blasset et François Cressent : Ecce Homo provenant de l'ancien cimetière Saint-Denis, (XVIIe siècle) ;
- Nicolas Blasset : 
  - Monument funéraire de Jean-Baptiste Blasset provenant de l'ancienne église Saint-Firmin le Confesseur (1647/1648) ;
  - saint Jean-Baptiste ;
- Jean-Baptiste Carpentier : Le Martyre de saint Quentin
- Auguste Carvin :
  - La Pâque au buis (1907) ;
  - Tête de jeune fille (1910) ;
  - Le Soir (1913)
  - Le Teinturier ;

- Athanase Fossé :
  - Buste de Jules Barni ;
  - Buste du docteur Rigollot (1846)

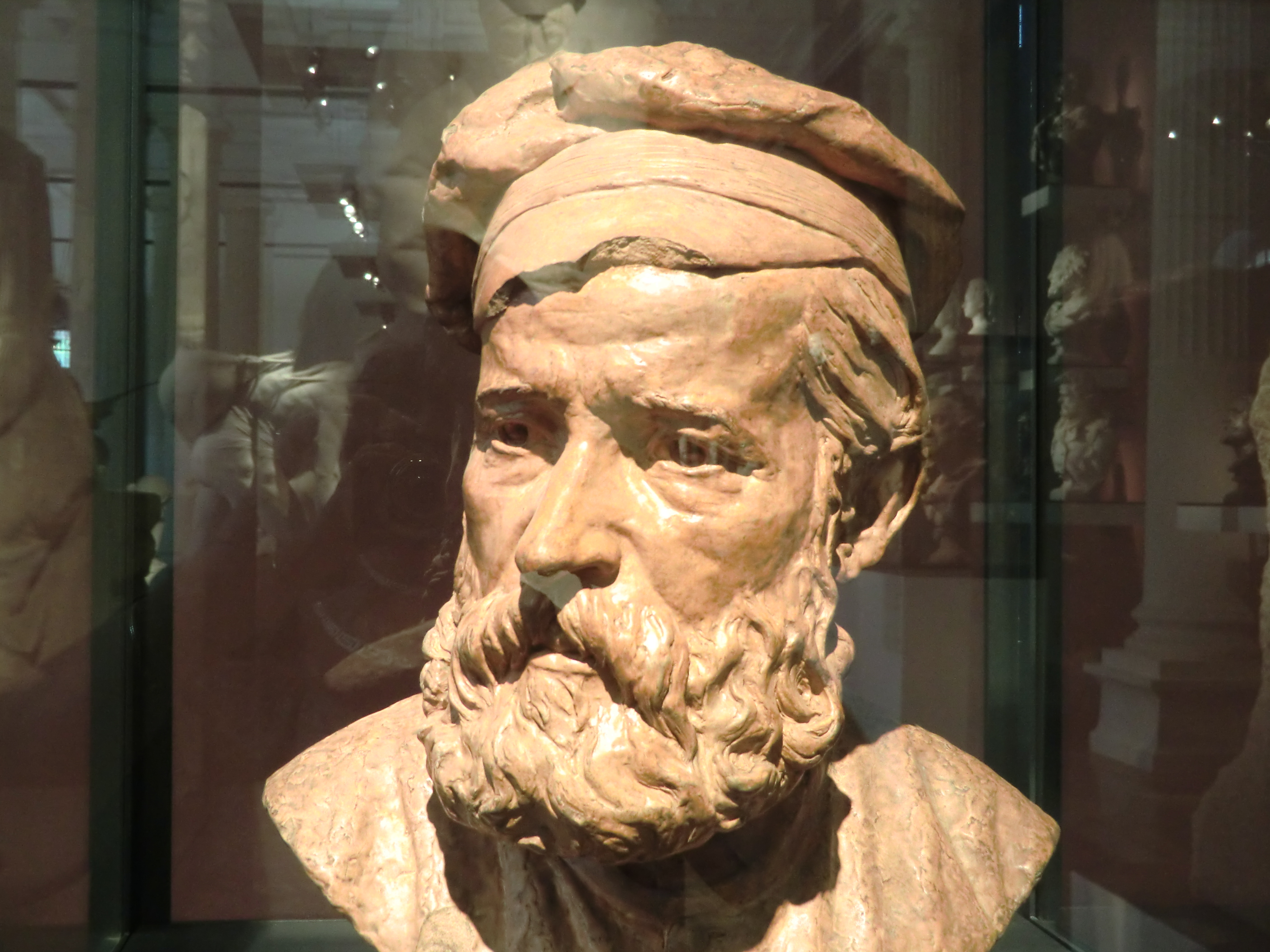
Georges Tattegrain, Buste d'un ouvrier menuisier

  - Buste de Théophile Caudron (1876) ;
- Léon Lamotte :
  - Chimpanzé (avant 1930) ;
  - Lion couché ;
  - Tête de Lion ;
  - Autoportrait ;
  - Autoportrait (1948) ;
  - Les Ours ;
  - Otarie (1957) ;
  - Les Deux Phoques (1957) ;

- Albert Roze : 
  - La Résurrection (1898) ;
  - Le Pardon ;

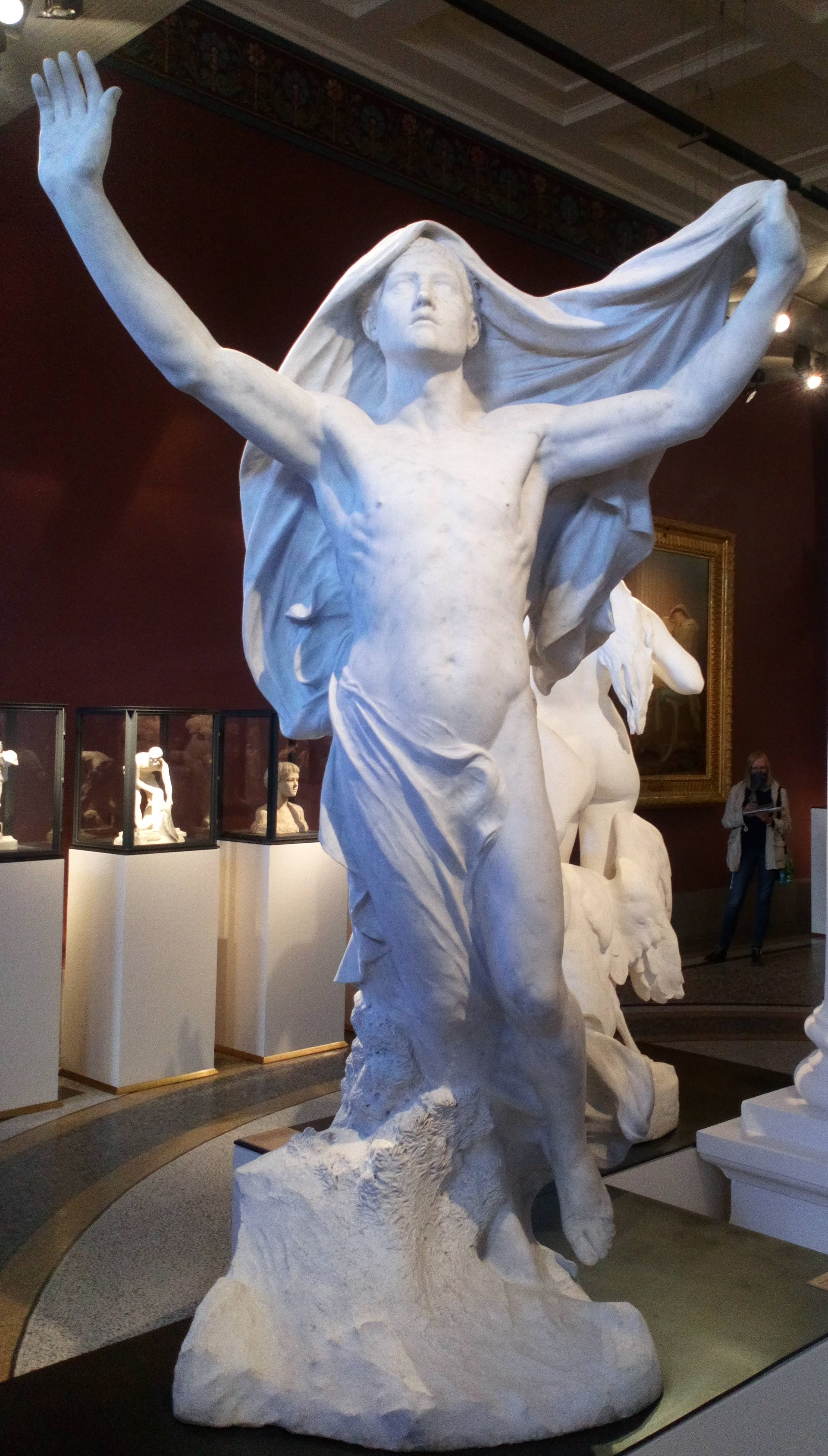
Résurrection par Albert Roze

  - buste de Domice Roze (père du sculpteur) ;
  - Tête d'enfant ;
  - douze médaillons sculptés de la coupole du grand salon :

Robert de Luzarches ; Renaud de Cormont ; Jehan Turpin ; Nicolas Blasset ; Claude Mellan ; François de Poilly ; Jean Rousseau ; Jean-Baptiste Carpentier ; Maurice Quentin de La Tour ; Théophile Caudron ; Puvis de Chavannes et Edmond Duthoit, .
- Georges Tattegrain : 
  - Buste d'Hector Crinon (1892)
  - Buste d'un ouvrier menuisier, terre cuite (1895)

### Art duXXesiècle
- Balthus
- Francis Bacon
- Jean Dubuffet
- Alfred Manessier : Nocturne II (1952)
- Joan Miró : Femme, sculpture
- François Morellet
- Francis Picabia : Portrait de Maria Lani (1929)
- Pablo Picasso : Le Peintre et son Modèle (1965)
- Sol LeWitt : Wall Drawing no 711, peinture murale de la rotonde du musée[19]
- Alfred Georges Regner : Le Retour du marché, huile sur toile
- Clovis Trouille
- Stephan Balkenhol : L'Homme sur sa bouée, sculpture sur bois (1993) ;

### Collections de dessins
Le musée de Picardie possède un fonds de dessins des frères Aimé et Louis Duthoit provenant des donations de 1912 et 1982. Ce fonds constitue un ensemble unique en France qui témoigne des pratiques artistiques du XIXe siècle et ces dessins sont souvent la seule représentation connue de monuments d’Amiens et de la Picardie aujourd'hui disparus. Cette collection a été partiellement détruite au printemps 1918 lors des bombardements qu'a subis la ville d'Amiens et qui ont touché le musée.
Les dessins provenant du legs d'Albert Maignan et de celui de sa veuve, Étiennette Larivière, sont également conservés au musée.

### Arts décoratifs
En 2024, le musée a acquis pour la somme de 250 000 euros un devant d’autel (Antependium) datant du XVIIe siècle. Cette oeuvre en laine et en soie brodée de fils d'or, d'argent et de perles a été réalisée par les ursulines pour décorer l'autel de la chapelle de leur couvent d'Amiens. La pièce centrale représente la Vierge à l’enfant accompagnée de saint Jean-Baptiste, celle de gauche représente le martyre de sainte Ursule et celle de droite, l'apparition de Dieu le père et du Saint-Esprit à saint Augustin. Entre chaque scène, figure une allégorie, à gauche, la charité et à droite la foi.

## Galerie d'œuvres

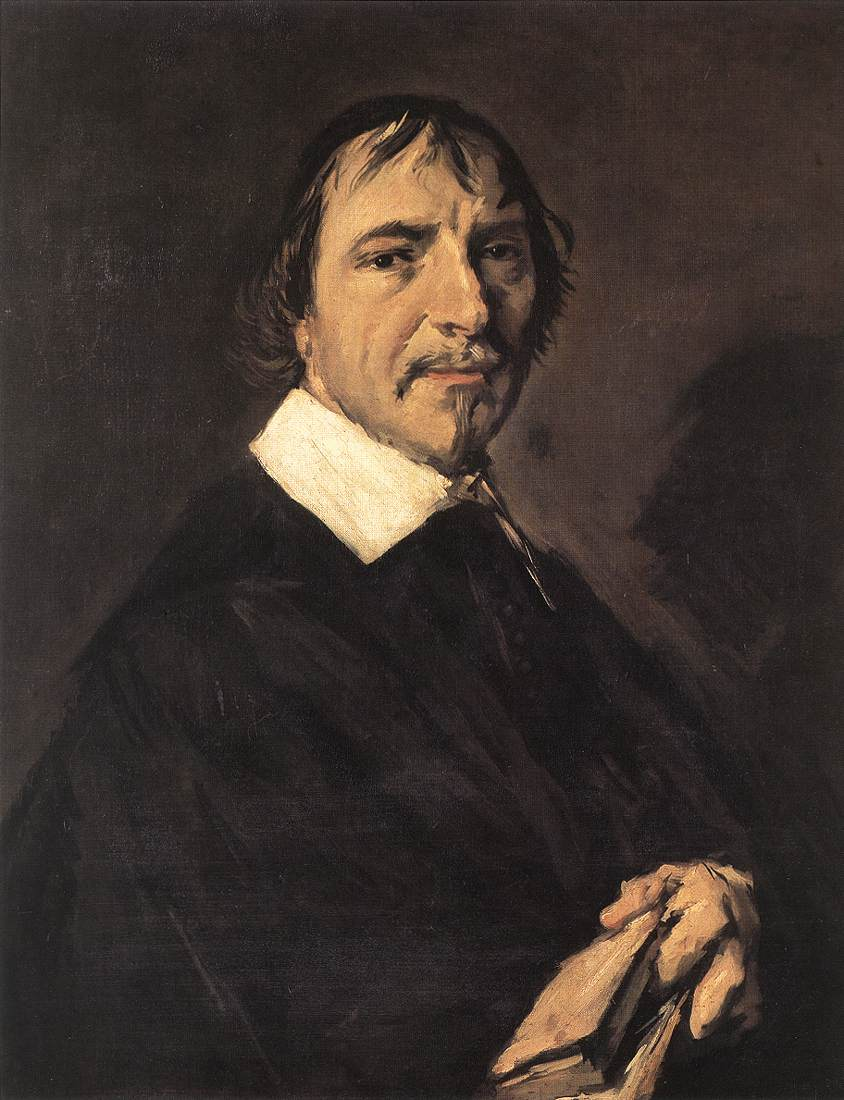
Frans Hals, Portrait du pasteur Langelius.
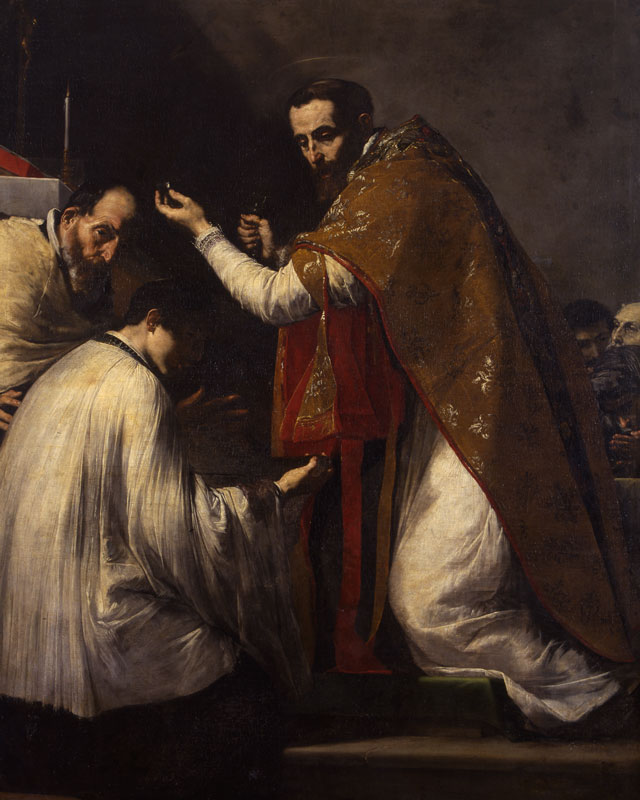
José de Ribera, Le Miracle de saint Donat d'Arezzo.
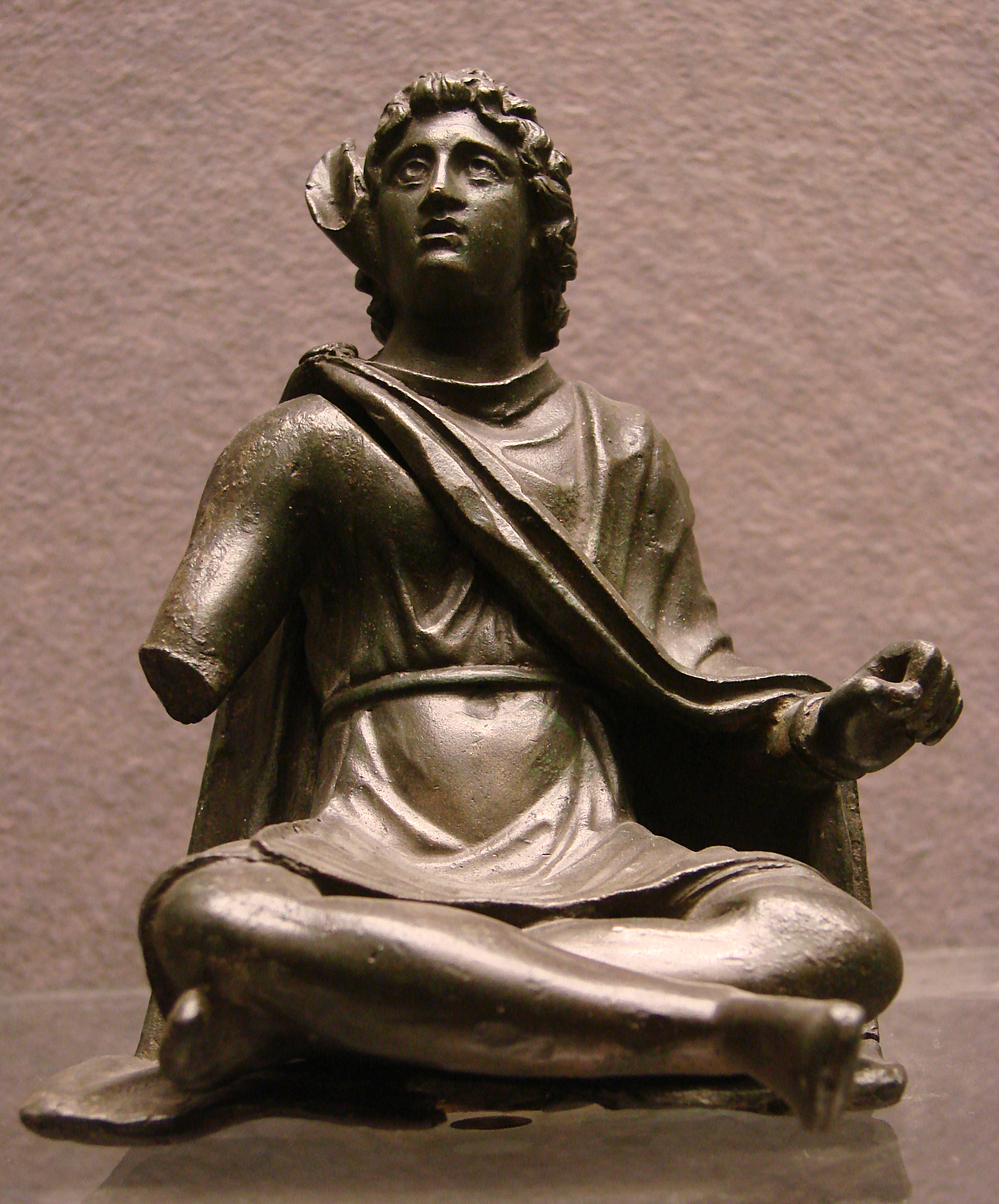
Statuette d'une divinité gauloise à l'oreille de cervidé, Ier siècle.
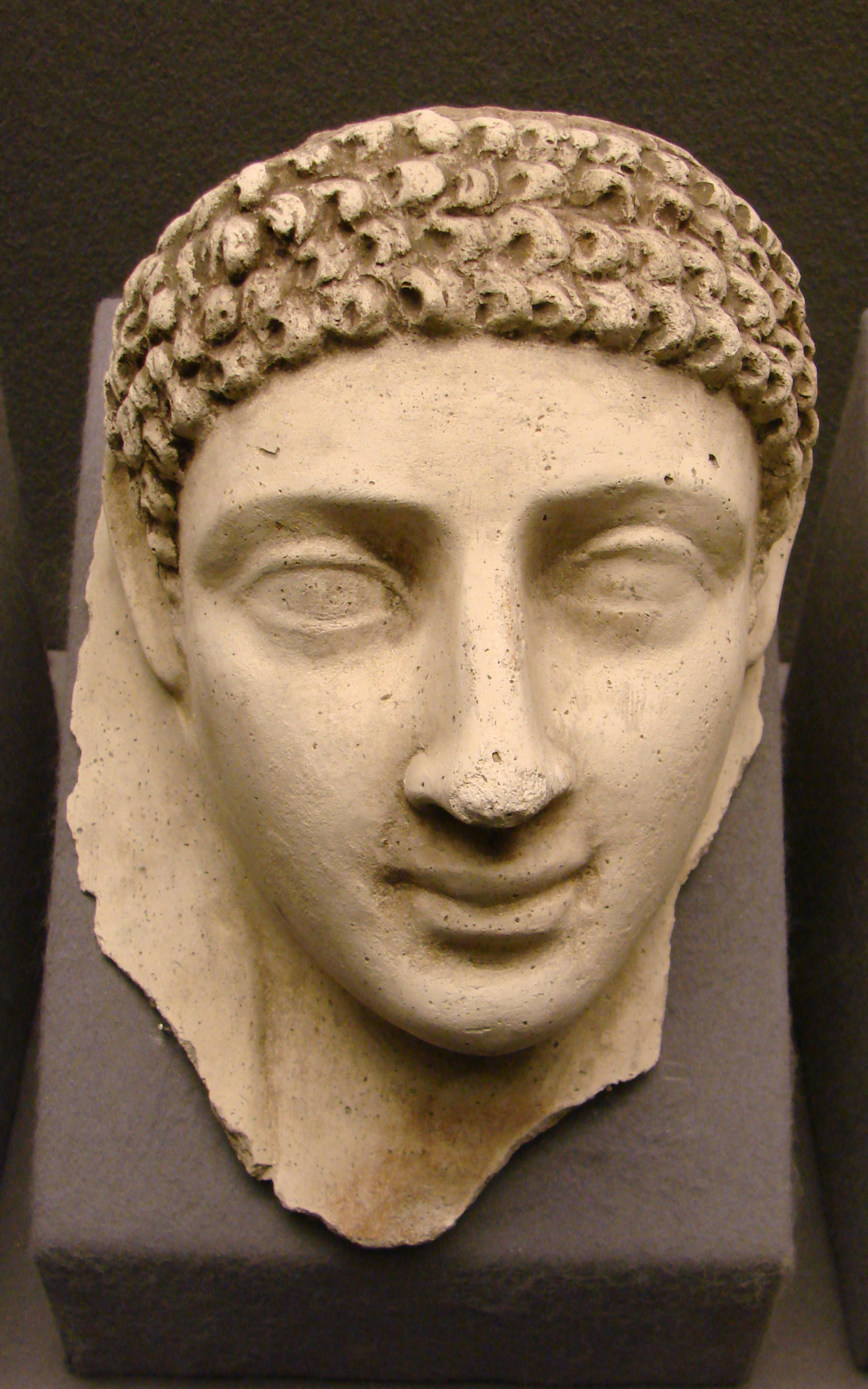
Masque funéraire, Égypte, vers 100-150.
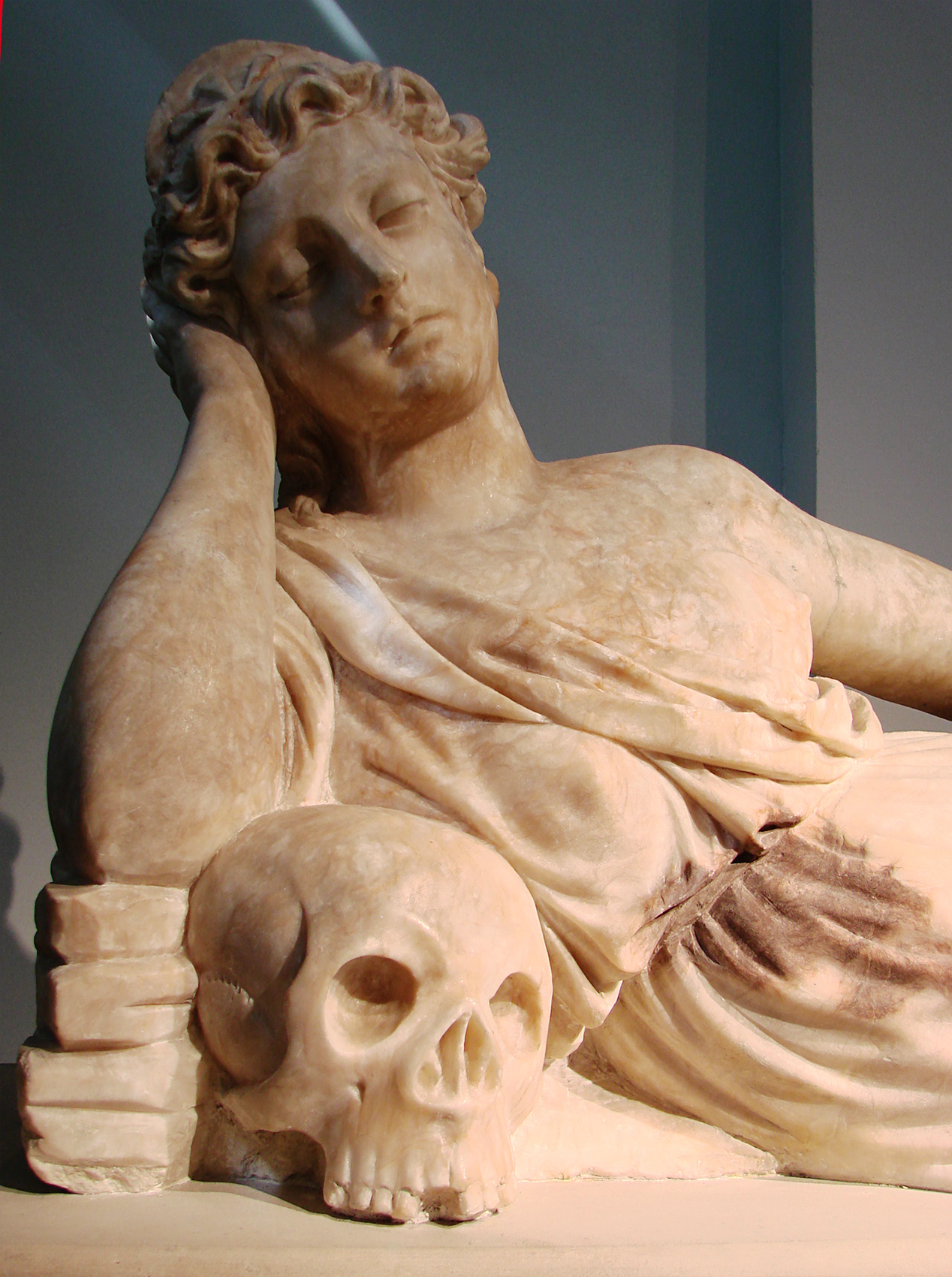
Détail du Génie funéraire du Tombeau de Christophe de Lannoy, France, 1re moitié du XVIIe siècle.

## Fréquentation
| Année | Entrées gratuites | Entrées payantes | Total  |
| ----- | ----------------- | ---------------- | ------ |
| 2001  | 29 609            | 23 206           | 52 815 |
| 2002  | 24 402            | 24 808           | 49 210 |
| 2003  | 32 661            | 24 306           | 56 967 |
| 2004  | 34 137            | 14 287           | 48 424 |
| 2005  | 35 180            | 15 287           | 50 467 |
| 2006  | 11 205            | 45 319           | 56 524 |
| 2007  | 34 009            | 12 502           | 46 511 |
| 2008  | 35 938            | 9 553            | 45 491 |
| 2009  | 12 053            | 908              | 12 961 |
| 2010  | 31 702            | 8 620            | 40 322 |
| 2011  | 25 860            | 5 944            | 31 804 |
| 2012  | 31 443            | 4 531            | 35 974 |
| 2013  | 29 002            | 6 015            | 35 017 |
| 2014  | 35 819            | 6 706            | 42 525 |
| 2015  | 30 149            | 7 415            | 37 564 |
| 2016  | 24 808            | 6 048            | 30 856 |
| 2017  | 7 747             | 3 207            | 10 954 |
| 2018  | 0                 | 1 776            | 1 776  |

## Musée d'art local et d'histoire régionale (hôtel de Berny)
Situé près de la cathédrale Notre-Dame d'Amiens, l'hôtel de Berny est une annexe du musée de Picardie. Son premier étage est réservé à l'évocation des quelques-unes des plus importantes personnalités amiénoises.
Des meubles de style Louis XVI, ainsi qu'un ensemble d'objets d'art du XVIIe siècle au XVIIIe siècle (tapisseries, céramiques, etc.) composent l'exposition permanente.